# Personnages de Donkey Kong
 (octobre 2012).
Si vous disposez d'ouvrages ou d'articles de référence ou si vous connaissez des sites web de qualité traitant du thème abordé ici, merci de compléter l'article en donnant les références utiles à sa vérifiabilité et en les liant à la section « Notes et références ».
Personnages de Donkey Kong décrit les personnages de la série Donkey Kong,,.

## Protagonistes

### Les Kong principaux

#### Donkey Kong
Donkey Kong est un gorille ayant une force surnaturelle. Il est vêtu d'une cravate rouge avec ses initiales "DK" écrites en jaune pour "Donkey Kong". Il vit sur l'Île Kongo (dans le Royaume Champignon). Il adore les bananes. Il est à ses débuts l'ennemi juré de Mario car Donkey Kong a kidnappé Pauline (la petite-amie de Mario à l'époque). Puis dans Donkey Kong Country, il devient l'ennemi juré de King K.Rool, un crocodile humanoïde (Kritter dans la série). Ils sont ennemis car King K.Rool a volé les bananes de l'Île Kongo. Son entourage est composé de Diddy Kong, son neveu et meilleur ami, de Dixie Kong son amie, de Cranky Kong son grand-père, de Funky Kong son autre ami, ainsi que d'autres Kong (voir plus bas).
Il faut savoir que dans le jeu Donkey Kong de 1981, ce n'est pas Donkey Kong mais Cranky Kong quand il était jeune.

#### Diddy Kong
Diddy Kong est un jeune atèle anthropomorphe, c'est le petit ami de Dixie Kong et le neveu (et meilleur ami) de Donkey Kong. Il porte une casquette rouge où il y est inscrit "Nintendo" en blanc et d'un tee-shirt rouge avec des étoiles jaunes. Il vit sur l'Île Kongo (Royaume Champignon) avec tous ses amis Kong. Il transporte avec lui un jet pack fait de deux tonneaux et un pistolet à cacahuètes dans certains jeux. Ses pires ennemis sont King K.Rool et les Kremlings.
Il apparaît pour la première fois dans Donkey Kong Country, il est jouable avec Donkey Kong pour combattre le grand méchant King K.Rool.

#### Dixie Kong
Dixie Kong est une guenon antropomorphe, c'est la petite amie de Diddy Kong, la sœur de Tiny Kong, l'amie de Donkey Kong et la cousine de Chunky et Kiddy Kong. Elle a des cheveux blonds avec une grande queue de cheval, un chapeau rose, des boucles d'oreilles vertes et un tee-shirt rose avec un nœud. Contrairement à Diddy Kong, elle n'a pas de queue. Elle vit sur l'Île Kongo (Royaume Champignon).
Dixie Kong apparaît pour la première fois dans Donkey Kong Country 2. Dans ce jeu, grâce à son immense queue de cheval, elle peut planer pendant quelques secondes dans les airs et elle peut tuer ses ennemis en les fouettant vigoureusement. Elle revient en personnage principal dans Donkey Kong Country 3, et plus tard dans Donkey Kong Country: Tropical Freeze.
Dixie Kong apparaît aussi dans divers jeux issus de l'univers Mario, comme Mario Superstar Baseball, Mario Super Sluggers ou encore Mario Kart Tour.
Liste des jeux où elle apparaît :
- Donkey Kong Country 2: Diddy's Kong Quest (1995 - Super Nintendo) (jouable)
- Donkey Kong Land II (1996 - Game Boy) (jouable)
- Donkey Kong Country 3 (1996 - Super Nintendo) (jouable)
- Donkey Kong Land III (1997 - Game Boy) (jouable)
- Super Smash Bros. Melee (2001 - GameCube) (caméo comme trophée)
- Diddy Kong Pilot (Annulé - Game Boy Advance) (jouable)
- Donkey Kong Country 2 (2004 - Game Boy Advance) (jouable)
- Donkey Konga 2 (2004 - GameCube) (jouable)
- DK King of Swing (2005 - Game Boy Advance / Nintendo DS) (jouable)
- Mario Superstar Baseball (2005 - GameCube) (jouable)
- Donkey Kong Country 3 (2005 - Game Boy Advance) (jouable)
- Mario Slam Basketball (2006 - Nintendo DS) (jouable)
- Diddy Kong Racing DS (2007 - Nintendo DS) (jouable)
- Donkey Kong Barrel Blast (2007 - Wii) (jouable)
- DK Jungle Climber (2007 - Nintendo DS)
- Super Smash Bros. Brawl (2008 - Wii) (caméo comme trophée et sticker)
- Mario Super Sluggers (2008 - Wii) (jouable)
- Super Smash Bros. for Nintendo 3DS / for Wii U (2014 - Nintendo 3DS / Wii U) (caméo comme trophée)
- Donkey Kong Country : Tropical Freeze (2014 - Wii U) (jouable)
- Donkey Kong Country : Tropical Freeze (2018 - Nintendo Switch) (jouable)
- Super Smash Bros. Ultimate (2018 - Nintendo Switch) (caméo comme esprit)
- Mario Kart Tour (2020 - mobile) (jouable).

#### Cranky Kong
Cranky Kong est un personnage de jeu vidéo créé par Rareware pour le jeu Donkey Kong Country. Cranky Kong est le grand-père de Donkey Kong, comme il est plusieurs fois sous-entendu dans la trilogie "Country". C'est lui qui kidnappe Pauline et il est un ancien ennemi de Mario dans le premier Donkey Kong de 1981.
Vieux gorille affublé d'une paire de lunettes, d'une longue barbe et d'une canne. Le graphisme du personnage ne connaîtra pas de modifications majeures, si ce n'est qu'on l'affublera de deux cannes dans Donkey Kong Country 2, rendant son apparence plus frêle encore. Souvent bougon, il ne perd pas un instant pour rappeler au joueur et à sa famille combien les jeux d'antan étaient formidables en comparaison à aujourd'hui, et que tous ces graphismes et nouveautés n'apportent rien au plaisir du jeu. Ainsi, dans Donkey Kong Country et Donkey Kong Country 2, que ce soit dans le manuel ou au sein du jeu, il ne manque pas de parsemer le parcours du joueur de nombreuses petites remarques drolatiques qui le font passer aisément pour un réactionnaire. Cependant, il ne fait aucune remarque dans Donkey Kong Country 3, ses remarques refont une brillante réapparition dans le manuel de Donkey Kong 64.
Son rôle évolue au fil des jeux : si dans le premier Donkey Kong Country il se contente de donner gratuitement quelques conseils sur les niveaux du jeu, ses collaborations deviennent payantes à partir du deuxième opus et concernent quasiment tous les niveaux afin de dénicher une entrée d'une salle bonus ou l'emplacement d'une pièce DK. Dans Donkey Kong Country 3, son importance est moindre puisqu'il n'est plus que l'adversaire à vaincre lors des mini-jeux de Swanky Kong, où il se révèle être mauvais perdant. Il fait néanmoins une apparition dans les deux fins que propose le jeu. Dans Donkey Kong 64 par contre, il est indispensable de régulièrement voir Cranky Kong, car non seulement il est seul ayant la possibilité de faire apprendre de nouveaux mouvements aux cinq protagonistes, changeant alors sa casquette de vieux radoteur contre celle d'un savant fou entouré d'éprouvettes, mais de plus c'est lui qui donne la "pièce Rareware" nécessaire pour finir le jeu. Dans Donkey Kong Country Returns, il tient une boutique et propose des vies supplémentaires et des objets pour faciliter le jeu. Il est un personnage jouable dans Donkey Kong Country: Tropical Freeze.
Ses apparitions dans les jeux (en tant que Donkey Kong) :
- Donkey Kong (1981 - Jeu d'arcade)
- Donkey Kong Jr. (1982 - Jeu d'arcade)
- Donkey Kong 2 (1983 - Game & Watch)
- Donkey Kong 3 (1983 - Jeu d'arcade - NES)
- Donkey Kong Jr. Math (1983 - NES)
- Donkey Kong II (1983 - Game & Watch)
- Pinball (1984 - Jeu d'arcade) (caméo)
- Punch-Out!! (1984 - Jeu d'arcade) (caméo)
- F-1 Race (1984 - Game Boy / NES) (caméo)
- Tetris (1984 - NES) (caméo)
- NES Open Tournament Golf (1991 - NES)
- Donkey Kong Circus (1984 - Game & Watch)
- Donkey Kong Classics (1988 - NES)
- Donkey Kong 94 (1994 - Game Boy).

Ses apparitions dans les jeux (en tant que Cranky Kong) :
- Donkey Kong Country (1994 - Super Nintendo)
- Donkey Kong Land (1995 - Game Boy)
- Donkey Kong Country 2 (1995 - Super Nintendo)
- Donkey Kong Country 3 (1996 - Super Nintendo)
- Donkey Kong 64 (1999 - Nintendo 64)
- Donkey Kong Country (2000 - Game Boy Color)
- Diddy Kong Pilot (Annulé - Game Boy Advance) (jouable)
- Donkey Kong Country (2003 - Game Boy Advance)
- Donkey Konga (2003 - GameCube)
- Donkey Kong Country 2 (2004 - Game Boy Advance)
- Donkey Konga 2 (2004 - GameCube)
- DK King of Swing (2005 - Game Boy Advance / Nintendo DS) ;
- Donkey Konga 3 (2005 - GameCube)
- Donkey Kong Country 3 (2005 - Game Boy Advance) (jouable dans les mini-jeux)
- Donkey Kong Barrel Blast (2007 - Wii) (jouable)
- DK Jungle Climber (2007 - Nintendo DS)
- Super Smash Bros. Brawl (2008 - Wii) (caméo comme trophée et sticker)
- Donkey Kong Country Returns (2010 - Wii)
- Donkey Kong Country Returns 3D (2013 - Nintendo 3DS)
- Donkey Kong Country : Tropical Freeze (2014 - Wii U) (jouable)
- Super Smash Bros. for Nintendo 3DS / for Wii U (2014 - Nintendo 3DS / Wii U) (caméo comme trophée)
- Donkey Kong Country : Tropical Freeze (2018 - Nintendo Switch) (jouable)
- Super Smash Bros. Ultimate (2018 - Nintendo Switch) (caméo comme esprit)
- Donkey Kong Country Returns HD (2025 - Nintendo Switch)
- Donkey Kong Bananza (2025 - Nintendo Switch 2).

Le lien de parenté avec Donkey Kong est assez flou. Lors d'une interview donnée au magazine Nintendo Power à la fin du développement de Donkey Kong Country, les développeurs de chez Rare annonçaient qu'il s'agit en réalité du tout premier Donkey Kong. Des indices ont été laissés dans Donkey Kong Country, dans l'intro, il joue le thème de Donkey Kong au gramophone sur les poutres rouges où il avait affronté Mario et aussi dans la notice de Donkey Kong 64 où il regrette l'époque des « Jouvencelles en détresse » mais aussi parce que les personnages utilisent beaucoup les "Tonneaux de Cranky", armes dont se servait Donkey Kong contre Mario. On supposera qu'il était lié plus ou moins avec Wrinkly Kong, une autre gorille d'un certain âge, des allusions à leur relation sont données dans le jeu Donkey Kong Country 3 via leur dialogue respectif.
Dans le jeu Donkey Kong 64 il est mentionné que Cranky Kong est le père de Donkey Kong : au début du jeu, il dit à Donkey Kong « si c'est pas mon vaurien de fils ! ». Toutefois dans le jeu Donkey Kong Country Returns, Cranky appelle à plusieurs reprises Donkey Kong par le terme « petit-fils ».
Dans Super Mario Bros. le film, Cranky Kong dit que Donkey est son fils.

#### Funky Kong
Funky Kong est un gorille, ami de Donkey Kong, Diddy Kong et du reste de la famille Kong. Il est toujours habillé en tenue "funky" (d'où son nom), portant un bandana rouge parsemé de points blanc, une paire de lunettes de soleil noire, un débardeur blanc, un short en jean serré grâce à une grosse ceinture noire. Son passe-temps favori est le surf, c'est pour cela qu'il se sépare très rarement de sa planche de surf. Funky Kong est aussi un mécanicien, car dans la série des Donkey Kong Country, il fabrique des moyens de transports (avions ou bateaux), permettant aux Kong de retourner dans des mondes précédemment visités. Dans Donkey Kong 64, il vend des armes et des munitions aux cinq protagonistes (Donkey, Diddy, Lanky, Tiny et Chunky Kong), et dans la version Wii U de Donkey Kong Country: Tropical Freeze, il tient également une boutique qui vend des bonus. Dans la version Nintendo Switch, il devient un personnage jouable, grâce au "Mode Funky", un mode de jeu venant en aide aux joueurs débutants.
Funky Kong apparaît aussi comme personnage jouable dans Donkey Kong Jet Race, Mario Super Sluggers, et dans Mario Kart Wii (dans cet opus, il est un personnage très joué car il possède la meilleure vitesse de jeu parmi tous les personnages, surtout en étant combiné avec la moto "Bécane Bowser"). Il reviendra ensuite dans Mario Kart Tour, puis en DLC dans Mario Kart 8 Deluxe.
Ses apparitions dans les jeux :
- Donkey Kong Country (1994 - Super Nintendo)
- Donkey Kong Country 2 (1995 - Super Nintendo)
- Donkey Kong Land II (1996 - Game Boy)
- Donkey Kong Country 3 (1996 - Super Nintendo)
- Donkey Kong 64 (1999 - Nintendo 64)
- Donkey Kong Country (2000 - Game Boy Color)
- Donkey Kong Country (2003 - Game Boy Advance)
- Donkey Kong Country 2 (2004 - Game Boy Advance)
- DK King of Swing (2005 - Game Boy Advance / Nintendo DS) (jouable)
- Donkey Konga 3 (2005 - GameCube) (jouable)
- Donkey Kong Country 3 (2005 - Game Boy Advance)
- DK Jungle Climber (2007 - Nintendo DS) (jouable)
- Donkey Kong Jet Race (2008 - Wii) (jouable)
- Super Smash Bros. Brawl (2008 - Wii) (caméo comme trophée et sticker)
- Mario Kart Wii (2008 - Wii) (jouable)
- Mario Super Sluggers (2008 - Wii) (jouable)
- Donkey Kong Country : Tropical Freeze (2014 - Wii U)
- Super Smash Bros. for Nintendo 3DS / for Wii U (2014 - Nintendo 3DS / Wii U) (caméo comme trophée)
- Mario Kart 8 Deluxe (2017 - Nintendo Switch) (jouable via contenu additionnel)
- Donkey Kong Country : Tropical Freeze (2018 - Nintendo Switch) (jouable)
- Super Smash Bros. Ultimate (2018 - Nintendo Switch) (caméo comme esprit)
- Mario Kart Tour (2020 - mobile) (jouable).

### Les Kong secondaires

#### Donkey Kong Junior
Donkey Kong Junior est un gorille et est le fils du Donkey Kong (Cranky Kong) dans le jeu Donkey Kong Jr.. Il est vêtu d'un débardeur blanc avec la lettre "J" notée en rouge pour son prénom "Junior".
Il apparaît pour la première fois en 1982 dans son jeu Donkey Kong Jr. où il doit sauver son père capturé par Mario.
Les jeux où il apparaît :
- Donkey Kong Jr. (1982 - Jeu d'arcade / NES / Game & Watch) (jouable)
- Donkey Kong Jr. Math (1983 - Family Computer) (jouable)
- Punch Out!! (1983 - Jeu d'arcade) (caméo)
- Super Mario Bros 3 (1988 - NES / Super Nintendo / Game Boy Advance) (caméo)
- Super Mario Kart (1992 - Super Nintendo) (jouable)
- Mario's Tennis (1995 - Virtual Boy) (jouable)
- Mario Tennis (2000 - Nintendo 64 / Game Boy) (jouable)
- Super Smash Bros. Melee (2001 - GameCube) (caméo en tant que trophée)
- Mario Kart: Double Dash!! (2003 - GameCube) (caméo)
- Wario Ware, Inc. : Mega Mini-Jeux (2003 - Game Boy Advance / GameCube) (caméo)
- Super Smash Bros. Brawl (2008 - Wii) (caméo en tant que sticker)
- Donkey Kong Country : Tropical Freeze (2014 - Wii U / Nintendo Switch) (caméo)
- Super Mario Maker (2015 - Wii U / Nintendo 3DS) (jouable en tant que costume)
- Super Smash Bros. Ultimate (2018 - Nintendo Switch) (caméo en tant qu'esprit)
- WarioWare Gold (2018 - 3DS) (caméo)
- Mario Kart Tour (2019 - mobile) (jouable).

#### Kiddy Kong
Kiddy Kong est un bébé Kong, petit frère de Chunky Kong et cousin de Dixie Kong et Tiny Kong. Il est petit, costaud, très naïf, et porte un pyjama bleu avec une tétine verte accrochée dessus. Kiddy Kong aide Dixie Kong à retrouver Donkey Kong et Diddy Kong qui ont été capturés par les Kremlings dans Donkey Kong Country 3. Il apparaît aussi dans Donkey Kong Land III sur Game Boy en 1997, ainsi que dans le remake de Donkey Kong Country 3 sur Game Boy Advance. Après ceci, on ne le revoit plus jamais excepté en tant que caméo dans Super Smash Bros. Ultimate.
Les jeux où il apparaît :
- Donkey Kong Country 3 (1996 - Super Nintendo) (jouable)
- Donkey Kong Land III (1997 - Game Boy) (jouable)
- Donkey Kong Country 3 (2005 - Game Boy Advance) (jouable)
- Super Smash Bros. Ultimate (2018 - Nintendo Switch) (caméo comme esprit).

#### Tiny Kong
Tiny Kong est la petite sœur de Dixie Kong et amie de Diddy Kong. Dans Donkey Kong 64, elle est petite, porte un bonnet multicolore, une chemise blanche avec une salopette bleue ornée d'une marguerite, a de longs cheveux blonds, des sneakers blanches et utilise une arbalète.
Mais à partir de Diddy Kong Racing DS, son apparence change beaucoup. Elle est désormais grande, porte un haut court bleu, un pantalon bleu et a des sandales, mais a toujours son bonnet. Ce changement physique est un clin d'œil à Luigi, frère de Mario. Tiny Kong et Luigi sont tous deux plus grands que leur grande sœur (Dixie Kong)  et leur grand frère (Mario).
Liste des jeux où elle apparaît :
- Donkey Kong 64 (1999 - Nintendo 64) (jouable)
- Donkey Kong Country 2 (2004 - Game Boy Advance) (caméo)
- Donkey Kong Country 3 (2005 - Game Boy Advance) (caméo)
- Diddy Kong Racing DS (2007 - Nintendo DS) (jouable)
- Donkey Kong Barrel Blast (2007 - Wii) (jouable)
- Super Smash Bros. Brawl (2008 - Wii) (caméo comme trophée et sticker)
- Mario Super Sluggers (2008 - Wii) (jouable)
- Super Smash Bros. for Nintendo 3DS / for Wii U (2014 - Nintendo 3DS / Wii U) (caméo comme trophée)
- Super Smash Bros. Ultimate (2018 - Nintendo Switch) (caméo comme esprit).

#### Chunky Kong
Chunky Kong est le grand frère de Kiddy Kong et le cousin de Dixie Kong et de Tiny Kong. C'est un gorille grand et costaud, il porte une casquette rouge à l'envers, un tee-shirt blanc avec un gilet bleu par-dessus orné de boutons jaunes et il est vêtu d'une grande ceinture noire. C'est le plus grand et le plus puissant de tous les Kong mais le moins intelligent.
Il apparaît dans Donkey Kong 64 pour la première fois (c'est un personnage jouable). Après un caméo dans Donkey Kong Country 3: Dixie Kong's Double Trouble! sur Game Boy Advance, il n'apparaît plus jamais dans la série Donkey Kong. Il apparaît aussi comme sticker et esprit dans la série des Super Smash Bros..
Liste des jeux où il apparaît :
- Donkey Kong 64 (1999 - Nintendo 64) (jouable)
- Donkey Kong Country 3 (2005 - Game Boy Advance) (caméo)
- Super Smash Bros. Brawl (2008 - Wii) (caméo comme sticker)
- Super Smash Bros. Ultimate (2018 - Nintendo Switch) (caméo comme esprit).

#### Lanky Kong
Lanky Kong est un orang-outan avec un nez rouge. Il est un cousin éloigné de Donkey Kong. Lanky Kong possède de longs bras, porte une salopette bleue et un chandail à manches courtes blanc. Il est très agile et très flexible. Il peut notamment marcher sur ses mains ou grimper facilement aux arbres grâce à ses longs bras.
Il apparaît pour la première fois dans Donkey Kong 64 sur Nintendo 64, dans lequel il est un personnage jouable. Il réapparaît dans Donkey Kong Country 3 sur Game Boy Advance en tant que caméo (il apparaît dans un des mini-jeux proposés par Funky Kong). Lanky Kong revient dans Donkey Kong Jet Race sur Wii en tant que personnage jouable. Toutefois, il n'est pas disponible dès le début du jeu.
Ses apparitions dans certains jeux : 
- Donkey Kong 64 (1999 - Nintendo 64) (jouable)
- Donkey Kong Country 3 (2005 - Game Boy Advance) (caméo)
- Donkey Kong Barrel Blast (2007 - Wii) (jouable)
- Super Smash Bros. Brawl (2008 - Wii) (caméo comme trophée)
- Super Smash Bros. for Nintendo 3DS / for Wii U (2014 - Nintendo 3DS / Wii U) (caméo comme trophée)
- Super Smash Bros. Ultimate (2018 - Nintendo Switch) (caméo comme esprit).

#### Candy Kong
Candy Kong est la petite amie de Donkey Kong. Elle est vêtue d'un crop top rose avec son prénom écrit dessus, d'un short rose, elle a les cheveux blonds et est maquillée.
Elle apparaît pour la première fois en 1994 dans plusieurs jeux Donkey Kong dont Donkey Kong Country où on peut sauvegarder la partie grâce à elle. Dans le remake de Donkey Kong Country sur Game Boy Color, elle estl'hôte des mini-jeux. Dans Donkey Kong 64 elle aide les Kong en leur donnant des instruments de musique contre les Kremlings de King K. Rool.
Les jeux où elle apparaît :
- Donkey Kong Country (1994 - Super Nintendo)
- Donkey Kong 64 (1999 - Nintendo 64)
- Donkey Kong Country (2000 - Game Boy Color)
- Diddy Kong Pilot (Annulé - Game Boy Advance) (jouable) / non implémenté dans la version divulguée
- Donkey Kong Country 2 (2004 - Game Boy Advance)
- Donkey Kong Country 3 (2005 - Game Boy Advance)
- DK King of Swing (2005 - Game Boy Advance / Nintendo DS)
- DK Jungle Climber (2007 - Nintendo DS)
- Donkey Kong Barrel Blast (2008 - Wii)
- Super Smash Bros. Brawl (2008 - Wii) (caméo comme trophée)
- Super Smash Bros. for Nintendo 3DS / for Wii U (2014 - Nintendo 3DS / Wii U) (caméo comme trophée)
- Super Smash Bros. Ultimate (2018 - Nintendo Switch) (caméo comme esprit).

#### Swanky Kong
Swanky Kong est apparu pour la première fois dans Donkey Kong Country 2.
Souvent considéré comme un proche de Donkey Kong, voire son frère, il possède un caractère totalement distinct : lors de son apparition, on le voit avec un brushing, un sourire étincelant, de belles bagues brillantes aux doigts et un costume en paillettes bleues. Il anime dans chaque monde un quiz, les "Bonus à gogo de Swanky". Le joueur doit choisir un thème parmi trois proposés, chaque thème étant composé de trois questions offrant trois possibilités de réponses sur un des niveaux déjà parcourus. La difficulté s'intensifie au fur et à mesure des thèmes, les récompenses suivent cette tendance ; le joueur peut en effet remporter une, deux ou trois vies selon le niveau du thème sélectionné.
Si dans l'épisode original sur Super Nintendo, le joueur ne peut refaire un questionnaire après l'avoir complété, ce n'est pas le cas sur Game Boy Advance où c'est alors un bon moyen de gagner facilement des vies. Dans Donkey Kong Country 3, il troque son habit de présentateur de télévision contre celui d'un forain, avec gilet, canne et chapeau de paille et orchestre des mini-jeux d'adresse où Kiddy Kong et Dixie Kong affrontent Cranky Kong. Les récompenses vont, encore une fois selon le niveau de difficulté choisi, à des bananes, des pièces "ours" ou plus rarement des vies.
Liste des jeux où il apparaît :
- Donkey Kong Country 2: Diddy's Kong Quest (1995 - Super Nintendo)
- Donkey Kong Country 3 (1996 - Super Nintendo)
- Donkey Kong Country 2 (2004 - Game Boy Advance)
- Donkey Konga 2 (2005 - GameCube) (caméo)
- Mario Superstar Baseball (2005 - GameCube) (caméo)
- Donkey Kong Country 3 (2005 - Game Boy Advance)
- Super Smash Bros. Ultimate (2018 - Nintendo Switch) (caméo comme esprit).

#### Wrinkly Kong
Wrinkly Kong est apparue pour la première fois dans Donkey Kong Country 2.
Vieille femelle gorille débonnaire habillée d'un gilet de laine vert et d'une paire de lunettes, Wrinkly Kong est présentée comme la femme de Cranky Kong. Elle tient dans Donkey Kong Country 2 le Kollège Kong, école élémentaire où le joueur peut venir sauvegarder ou acheter des astuces concernant les mouvements du jeu ou la manière de battre le boss du monde. Elle reçoit également dans ce "kollège" des Kremlings, au niveau intellectuel désastreux. On la retrouve peu après dans Donkey Kong Country 3 dans différentes grottes et où elle tient encore son rôle de sauvegarde. Plus tard dans le jeu, elle abrite également les oiseaux bananes délivrés qui lui tiennent compagnie. Plus active que dans Donkey Kong Country 2, elle troque son vieux gilet contre un jogging rose et une paire de lunettes branchée, et occupe son temps libre entre le scratching, jouer à la N64 (la nouvelle console de Nintendo étant sortie peu avant) ou la sieste.
Hélas, elle décède peu de temps après et c'est sous la forme d'un spectre qu'on la revoit dans Donkey Kong 64. Elle donne alors quelques conseils si on vient la voir.
Elle apparaît dans plusieurs jeux dont :
- Donkey Kong Country 2: Diddy's Kong Quest (1995 - Super Nintendo)
- Donkey Kong Land 2 (1996 - Game Boy)
- Donkey Kong Country 3 (1996 - Super Nintendo)
- Donkey Kong Land 3 (1997 - Game Boy)
- Donkey Kong 64 (1999 - Nintendo 64)
- Donkey Kong Country 2 (2004 - Game Boy Advance)
- DK King of Swing (2005 - Game Boy Advance / Nintendo DS) (jouable)
- Donkey Kong Country 3 (2005 - Game Boy Advance)
- DK Jungle Climber (2007 - Nintendo DS)
- Donkey Kong Barrel Blast (2008 - / Wii) (jouable)
- Super Smash Bros. Brawl (2008 - Wii) (caméo comme trophée et sticker)
- Super Smash Bros. for Nintendo 3DS / for Wii U (2014 - Nintendo 3DS / Wii U) (caméo comme trophée)
- Super Smash Bros. Ultimate (2018 - Nintendo Switch) (caméo comme esprit).

### Autres Kong

#### Bébé Donkey Kong
Bébé Donkey Kong est Donkey Kong lorsqu'il est encore qu'un bébé. Il a toujours sa cravate rouge avec ses initiales "DK" en jaune. Il apparaît seulement dans deux jeux en personnage jouable, d'abord dans Yoshi's Island DS en 2006 puis dans Mario Super Sluggers en 2008.
Ses apparitions dans les jeux :
- Yoshi's Island DS (2006 - Nintendo DS) (jouable)
- Mario Super Sluggers (2008 - Wii) (jouable).

#### Super Kong
Super Kong est un personnage qui apparaît dans la série des Donkey Kong Country Returns, il ressemble à Donkey Kong, mais son pelage est blanc et il a une cravate bleue, Lorsque le joueur perd 8 vies dans un niveau, il peut actionner le mode Super Kong au début du parcours du niveau, à savoir que le Super Kong termine le niveau à la place du joueur. Ce mode est évidemment optionnel, et peut ne pas être actionné en fonction de la volonté du joueur. Super Kong peut ramasser des pièces de puzzle et les quatre lettres formant le nom "KONG", mais ces bonus ne seront pas sauvegardés à la fin du niveau.
- Donkey Kong Country Returns (2010 - Wii)
- Donkey Kong Country Tropical Freeze (2014 - Wii U)
- Donkey Kong Country Tropical Freeze (2018 - Nintendo Switch).

### Le Kong n'étant pas sorti

#### Redneck Kong
Le personnage surnommé "Redneck Kong", également connu sous le nom de "Hillbilly Kong", est un Kong n'étant jamais sorti, en raison de l'annulation du jeu Diddy Kong Pilot sur Game Boy Advance. Selon un employé anonyme de Rare, "il a été officiellement tué et ne fera plus d'apparitions". Candy Kong le remplace ensuite dans la version ultérieure.

## Antagonistes

### Les Kongs antagonistes

#### Void Kong
Void Kong est le principal antagoniste de Donkey Kong Bananza. Il est le chef de la compagnie VoidCo.

#### Poppy Kong
Poppy Kong est une ennemie dans Donkey Kong Bananza. Elle fait partie de la VoidCo, et est en charge de receuillir des informations.

#### Grumpy Kong
Grumpy Kong est un adversaire dans Donkey Kong Bananza. Il fait partie de la VoidCo. C'est lui qui construit les différents monstres et boss du jeu.

### Les Kremlings et les Kritter

#### Les Kremlings
Les Kremlings sont les principaux ennemis dans les jeux Donkey Kong. Ce sont des crocodiles anthropomorphes de toutes tailles, formes et couleurs, formant le "Kremling Krew". Ils sont dirigés par King K. Rool et sont les ennemis jurés de la famille Kong, car leur but principal est de voler la réserve de bananes. Ils apparaissent pour la première fois dans Donkey Kong Country.

#### Les Kritter
Les Kritter sont une espèce à part des Kremlings, mais sont des reptiles comme eux et font partie de leur régiment. Ils sont des crocodiles humanoïdes portant un pantalon marron clair avec une ceinture marron et un médaillon en forme de tête de mort représentant les Kritter. Sur leur poignet ils ont des bracelets noirs avec des piques. Ils sont également les sbires de King K.Rool.
Ils existent sous plusieurs couleurs dont le vert, le violet, le bleu, rouge... Ils apparaissent dans de nombreux jeux "Donkey Kong", souvent en tant qu'ennemi, comme dans la série des Donkey Kong Country ou encore Donkey Kong 64.
Un Kritter apparaît aussi comme personnage jouable dans DK: King of Swing, Donkey Kong Jet Race, Mario Super Sluggers, ainsi qu'en gardien de but dans Mario Smash Football et Mario Strikers Charged Football. On les aperçoit aussi en trophée ou esprit dans la série des Super Smash Bros..

#### Klap Trap
Les Klap Trap sont de petits crocodiles de différentes couleurs qui essaient de mordre Donkey Kong et Diddy Kong dans Donkey Kong Country. Ils reviendront, toujours en tant qu'ennemi dans Donkey Kong 64.
Un Klap Trap apparaît aussi dans Super Smash Bros. Ultimate, en tant que trophée aide.

#### King K. Rool
King K. Rool (jeu de mots anglais sur le mot «cruel») est un méchant de fiction sous la forme d'un crocodile anthropomorphe obèse, qui apparaît dans un certain nombre de jeux vidéo de multiples développeurs (principalement Rareware et Nintendo) avec Donkey Kong. Il est le premier antagoniste de la série Donkey Kong depuis Donkey Kong Country, et réapparait souvent en tant que Boss final. Il est à Donkey Kong ce que Bowser est à Mario.
K. Rool est le roi des Kremlings, une énorme armée de crocodiles qui causent de nombreux problèmes à Donkey Kong et ses amis, en leur volant constamment le stock de bananes. Dans la série des Donkey Kong Country, K. Rool a été appelé à prendre des rôles différents dans chaque partie. Dans le premier épisode de la série, il est considéré comme le roi des Kremlings. Dans Donkey Kong Country 2, il est représenté comme un capitaine pirate. Enfin, dans Donkey Kong Country 3, il est un savant fou (en référence au scientifique fou Frankenstein).

##### Caractéristiques
K. Rool est le dément chef des Kremlings, un groupe de créatures reptiliennes qui vivent sur une île voisine de celle de Donkey Kong, l'Île aux Crocodiles. Au fil des ans, depuis Donkey Kong Country, King K. Rool a développé une haine profonde envers les Kongs. Au départ, il voulait juste voler les bananes de Donkey Kong, mais son échec à les obtenir l'a conduit dans une quête de vengeance et d'essayer de blesser les Kongs directement, comme enlever Donkey Kong et ses amis.
King K. Rool a également tendance à être "mort, mais pas tout à fait" comme on l'a vu dans Donkey Kong Country (chute comme si vaincu, avec même les faux crédits du jeu avec les noms des Kremlings commençant à apparaître, puis se relève), Donkey Kong Country 2 (chute à plusieurs reprises et revient dans la bataille), et Donkey Kong 64 (une fois les combats terminés, il redevient soudainement conscient et essaie de s'en prendre à Chunky Kong, mais est arrêté par Candy Kong et Funky Kong).
K. Rool a plusieurs véhicules qu'il utilise pour le transport. Il a notamment le "Vaisseau Galleon" dans Donkey Kong Country, le dirigeable "Flying Kroc" dans Donkey Kong Country 2, le "Knautilus" dans Donkey Kong Country 3 et le "K. Kruizer III" dans DK: King of Swing.

##### Histoire
Alors que le passé de K. Rool est mystérieux, il y a eu quelques certaines rumeurs sur l'existence de la femme de K. Rool. En fait, dans Donkey Kong Country 3, après que Dixie et Kiddy Kong aient vaincus KAOS, le Baron K. Roolenstein mentionne que KAOS a été construit à l'aide des casseroles de sa femme.
Dans Donkey Kong Country (de 1994), sur  SNES, King K. Rool vole les bananes des Kong, mais son plan est déjoué par Donkey Kong et Diddy Kong.
Dans Donkey Kong Country 2 (de 1995), K. Rool enlève Donkey Kong et l'emmène à son domicile, L'Île aux Crocodiles. Son plan est déjoué par Diddy Kong et Dixie Kong. Cette fois-ci, il est déguisé en un pirate et le roi K. Rool se cache sous l'identité de Kaptain K. Rool . Le scénario est semblable à celui du jeu Donkey Kong Land 2  sur Game Boy publié en 1996. Dans Donkey Kong Country 3, il se fera appelé Baron K. Roolenstein.
King K. Rool apparaît aussi comme personnage jouable dans Donkey Kong Jet Race, Mario Super Sluggers et Super Smash Bros. Ultimate.
Liste des jeux où il apparaît :
- Donkey Kong Country (1994 - Super Nintendo)
- Donkey Kong Land (1995 - Game Boy)
- Donkey Kong Country 2 (1995 - Super Nintendo)
- Donkey Kong Land II (1996 - Game Boy)
- Donkey Kong Country 3 (1996 - Super Nintendo)
- Donkey Kong Land III (1997 - Game Boy)
- Donkey Kong 64 (1999 - Nintendo 64)
- Donkey Kong Country (2000 - Game Boy Color)
- Super Smash Bros. Melee (2001 - GameCube) (caméo comme trophée)
- Donkey Konga (2003 - GameCube)
- Donkey Kong Country (2003 - Game Boy Advance)
- Donkey Kong Country 2 (2004 - Game Boy Advance)
- DK: King of Swing (2005 - Game Boy Advance) (jouable)
- Donkey Kong Country 3 (2005 - Game Boy Advance)
- DK Jungle Climber (2007 - Nintendo DS)
- Donkey Kong Barrel Blast (2008 - Wii) (jouable)
- Super Smash Bros. Brawl (2008 - Wii) (caméo comme trophée)
- Mario Super Sluggers (2008 - Wii) (jouable)
- Super Smash Bros. for Nintendo 3DS / for Wii U (2014 - Nintendo 3DS / Wii U) (caméo comme trophée et costume pour Combattants Mii)
- Super Smash Bros. Ultimate (2018 - Nintendo Switch) (jouable)
- Donkey Kong Bananza (2025 - Nintendo Switch 2).

#### K.Lumsy
K.Lumsy est un Kremling gigantesque et gentil qui apparaît dans Donkey Kong 64. Il est contre la guerre entre Kong et Kremling et souhaite être pacifique avec la famille gorille, et il décide donc des les aider. En réalité, il est le frère cadet de King K.Rool (il est dit dans la version japonaise de DK64), et avait reçu l'ordre de K.Rool de détruire l'Île Kongo mais celui-ci a refusé et a alors été enfermé en cage dans l'Île Crocodiles. Il va être libéré par Donkey Kong et ses amis grâce aux clés de boss récoltées tout au long de l'aventure. Après sa sortie de prison, il aperçoit un dirigeable qui semble être celui de son frère, ce dirigeable est appelé le « King Kruiser II ». K.Rool l'utilise pour s'enfuir de la jungle des Kong, mais K.Lumsy le poursuit et trébuche sur le dirigeable qui s'écrase par la suite le long du rivage. Dès que Donkey Kong et ses amis ont combattu King K.Rool, K.Lumsy se bat avec eux par vengeance et le fait valdinguer tout autour de l'Île Crocodiles. Quand le jeu est terminé à 101 %, les Kong naviguent avec K.Lumsy sur les eaux de l'Île Kongo.

#### Klubba
Klubba est un grand Kremling vert musclé habitant sur l'Île Crocodiles, il apparaît dans Donkey Kong Country 2 et Donkey Kong Land 2. Dans ces jeux, il faut payer 15 pièces par monde (soi 75 pièces au total) à Klubba, afin qu'il nous donne accès à un monde secret, le "Monde Perdu".

#### Démon Résident
Démon Résident (Resident Demon en anglais) est un Kremling démon squelettique, il apparaît dans Donkey Kong 64, il est l'un des rares Kremlings possédant aucun "K" dans son nom. Il vit dans le Ghost Train Ride dans la région de Creepy Castle.

#### Les Kutlass
Les Kutlass sont de petits Kremlings jaunes ou verts faisant partie du Kremling Krew dans Donkey Kong Country 2. Ils portent un chapeau de pirate surplombé d'une plume rouge, un gilet noir et ils ont deux épées dans chacune de leurs mains.

#### Les Krusha
Les Krusha sont des Kremlings bleu musclés avec une corne et un débardeur au motif de camouflage militaire, et  sont des soldats du Kremling Krew. Ils font leurs apparitions dans Donkey Kong Country, Donkey Kong Land, Donkey Kong Country 2 et Donkey Kong 64.

#### Les Klump
Les Klump sont des Kremlings obèses marrons, ils sont des militaristes du Kremling Krew ayant un casque de militaire. Ils apparaissent pour la première fois dans Donkey Kong Country 1, mais font d'autres apparitions dans Donkey Kong Country 2, Donkey Kong 64. Dans Donkey Kong Barrel Blast, un Klump est un personnage jouable, mais il à un tonneau sur la tête à la place du casque militaire.

#### Les Kopter
Les Kopter sont des petits Kremlings jaunes apparaissant  dans Donkey Kong Country 3 et Donkey Kong Land III en tant qu'ennemis. Ils portent trois hélices, deux dans chaque main, et une autre sur leurs casques. Un Kopter est également un personnage jouable dans Donkey Kong Barrel Blast.

#### Krunch
Krunch est un Kremling vert clair avec une veste noire faisant partie du Kremling Krew, mais il est aussi un allié de Diddy Kong. Il apparaît pour la première fois dans Diddy Kong Racing en tant que personnage jouable. Dans ce jeu, il est un envoyé de King K.Rool pour enquêter sur la raison pour laquelle Diddy et ses amis sont sur l'Île Timber. Mais par la suite, il va les aider contre le méchant Wizpig. Il est le personnage ayant la pire maniabilité et accélération mais il a une vitesse très élevée. Il fait une autre apparition dans Diddy Kong Racing DS.

#### Kip
Kip est un enfant Kremling vert, il porte un tee-shirt noir avec une tête de mort représentant les Kremlings. Il apparaît dans Donkey Kong Barrel Blast. Il a les mêmes statistiques que Diddy Kong dans le jeu car il a été créé pour rivaliser avec lui. C'est le seul jeu où il est jouable et fera quelques brèves apparitions dans la série des Super Smash Bros. en tant que trophée et esprit.

#### Kass
Kass est elle aussi une enfant Kremling verte, elle a une coiffure rose et un débardeur violet et rose. Elle apparaît dans Donkey Kong Barrel Blast. Elle a les mêmes statistiques que Dixie Kong dans le jeu car elle a été créée pour rivaliser avec elle. C'est le seul jeu où elle est jouable et fera quelques brèves apparitions dans la série des Super Smash Bros. en tant que trophée.

#### Kalypso
Kalypso est une femme Kritter verte clair avec un débardeur violet et blanc, un jean et une grande coupe de cheveu violette apparaissant dans Donkey Kong Barrel Blast en tant que personnage jouable. Elle a les mêmes statistiques que Tiny Kong car elle a été créée pour rivaliser avec elle. Elle fait de brèves apparitions dans la série des Super Smash Bros. en tant que trophée et esprit.

#### Kludge
Kludge est un grand Kremling musclé bleu avec une ceinture jaune et l'emblème des Kremlings, apparaissant dans Donkey Kong Barrel Blast en tant que personnage jouable. Il est le rival de Funky Kong dans ce jeu. Il fait de brèves apparitions dans la série des Super Smash Bros. en tant que trophée et esprit.

#### Kaptain Skurvy
Kaptain Skurvy est un Kremling, plus précisément un Klump, il est un personnage de la série animé Donkey Kong. C'est un pirate voulant voler le Crystal Coconut. Il est l'ennemi de la famille Kong.

#### Kroc Vert
Kroc Vert (Green Kroc en anglais) est un Kritter vert apparaissant dans la série animé des Donkey Kong mais n'apparaît pas souvent. Il est le serviteur de Kaptain Skurvy et l'aide pour voler le Crystal Coconut.

#### Jr. Klap Trap
Jr. Klap Trap est un grand Klap Trap (la taille de Diddy Kong à peu près). Il apparaît dans la série animé Donkey Kong. Il sauve Donkey et Diddy Kong des mains de Kaptain Skurvy, qui les avaient ligotés et qui avait volé le Crystal Coconut.

### Les autres antagonistes

#### Mario
Mario est un plombier, il est de taille et de corpulence moyenne, il a une moustache, un gros nez et des yeux bleus. Il est vêtu d'une salopette rouge et d'un tee-shirt bleu. Il est très connu dans le monde, son premier antagoniste était Donkey Kong dans ses débuts du jeu vidéo. Il était son ennemi car Donkey Kong avait kidnappé la belle Pauline, à l'époque Mario était appelé "Jumpman". Maintenant son principal ennemi juré est Bowser le roi des Koopa. Le jeu le plus connu où il se battait contre Donkey Kong est le jeu d'arcade Donkey Kong (le premier jeu où il apparaît mais il est nommé "Jumpman"). Il est également une nouvelle fois confronté à Donkey Kong dans la série Mario vs. Donkey Kong, pour la même raison : le gorille a kidnappé Pauline.

### L'armée de King K.Rool dansDonkey Kong Land 1

#### Aiguillon Sauvage
Aiguillon Sauvage (Wild Sting en anglais) est un aiguillon d'où son nom, il est le premier boss de Donkey Kong Land 1,il fait son apparition dans le niveau Wild Sting Fling. Il fait partie de l'espèce des Stingray et probablement des Flotsam de Donkey Kong Country qui lui ressemble beaucoup.

#### Palourde Géante
Palourde Géante (Giant Clam en anglais) est une palourde grise avec de gros yeux noirs et une grande langue rose, il est le deuxième boss des Clambo dans Donkey Kong Land 1 (petite espèce de palourdes), il apparaît dans la zone Seabed Showdown.

#### Casque
Casque (Hard Hat en anglais) également connu sous le nom de Buroughs dans Nintendo Power, c'est une taupe portant un casque de mineur jaune avec une lampe torche dessus, il est le troisième boss de Donkey Kong Land 1. Il est le chef de Mad Mole Holes.

### L'armée de King K.Rool dansDonkey Kong Country 1

#### Very Gnawty
Very Gnawty est le premier boss de Donkey Kong Country, c'est un castor de couleur vert, il garde une réserve de bananes dans la Jungle Kongo (Monde 1), il a un grand frère nommé Really Gnawty qui est le quatrième boss du jeu.

#### Master Necky
Master Necky est le deuxième boss de Donkey Kong Country, c'est un vautour de couleur rouge, il garde une réserve de bananes dans les Mines des Macaque (Monde 2), il a un père nommé Master Necky Sr.

#### Queen B.
Queen B. est la troisième boss de Donkey Kong Country, c'est la reine des Zingers, elle garde une réserve de bananes dans la Vallée des Vignobles (Monde 3). Mais on apprend que dans Donkey Kong Country 2, elle est l'épouse de King Zing Sting, le roi des Zingers.

#### Really Gnawty
Really Gnawty est le quatrième boss de Donkey Kong Country, c'est un castor de couleur rouge, il garde une réserve de bananes dans les Glaciers du Gorille (Monde 4), on apprend que dans Donkey Kong Country 2, il est aussi le grand-frère de Very Gnawty.

#### Dumb Drum
Dumb Drum est le cinquième boss de Donkey Kong Country, c'est un baril anthropomorphe avec un tag blanc représentant une tête de mort, il garde une réserve de bananes dans l'usine Kremkroc et Kompagnie (Monde 5), il est le premier boss de Donkey Kong à ne pas être un animal anthropomorphe.

#### Master Necky Sr.
Master Necky Sr. est le sixième boss de Donkey Kong Country, c'est un vautour de couleur violet-clair, il garde une réserve de bananes dans les Caves des Chimpanzés (Monde 6), il est aussi le père de Master Necky.

### L'armée de Kaptain K.Rool dansDonkey Kong Country 2etDonkey Kong Land 2

#### Krow
Krow (nommé Korbeau dans la version Game Boy Advance) dans la version est le premier boss de Donkey Kong Country 2 et Donkey Kong Land 2. Il ressemble énormément à un vautour, c'est un Mini-Necky male, il garde la vigie sur le Galion de la Galère (Monde 1) pour empêcher Diddy Kong et Dixie Kong d'atteindre l'Île aux crocodiles. Il porte un chapeau de pirate pour prêter allégeance au Kaptain K.Rool. Il reviendra sous la forme d'un fantôme dans le monde 5, il sera nommé Krow l'Inkiétant.

#### Kleever
Kleever est le deuxième boss de Donkey Kong Country 2 et Donkey Kong Land 2, c'est un sabre anthropomorphe qui est tenue par la main d'un monstre caché dans la lave, il garde le Chaudron du Crocodile (Monde 2).

#### Kudgel (Kremling)
Kudgel est un Kremling gris et très musclé, il est le troisième boss de Donkey Kong Country 2 et de Donkey Kong Land 2, il porte un short orange et a une grande massue en bois pour taper. Il garde le Quaie Krem (Monde 3).

#### Roi Zing Sting
Roi Zing Sting est le quatrième boss de Donkey Kong Country 2 et Donkey Kong Land 2, il ressemble à une guêpe, c'est le roi des Zingers et l'époux de Queen B., ce dernier souhaite venger en vain la mort de son épouse vaincue par Diddy Kong avec l'aide de Donkey Kong dans le premier opus, il garde Kremland Dingo (Monde 4).

#### Krow l'Inkiétant
Krow l'Inkiétant est Krow mais en version fantôme, il est le cinquième boss de Donkey Kong Country 2 et de Donkey Kong Land 2, il prend sa revanche contre Diddy Kong et Dixie Kong après avoir été vaincu dans le Galion Galère. Il a toujours son chapeau de pirate et garde le Ravin Ravi (Monde 5).

#### Kérozène (Kremling)
Kérozène est le sixième boss Donkey Kong Land 2 mais pour la version Game Boy Advance (et seulement celle-ci). C'est un gigantesque Kremling cracheur de feu, ses écailles sont oranges, il garde K.Rool's Keep (Monde 6).

### L'armée de Baron K.Roolenstein dansDonkey Kong Country 3etDonkey Kong Land III

#### Belcha
Belcha est le premier boss de Donkey Kong Country 3 et Donkey Kong Land III, c'est un tonneau géant anthropomorphe avec des yeux rouges et de grandes dents carrés, il garde le Lac Orangatonga (Monde 1).

#### Arich
Arich est le deuxième boss de Donkey Kong Country 3 et Donkey Kong Land III, c'est une tarentule géante, il garde la Forêt de Kremwood (Monde 2).

#### Squirt
Squirt est le troisième boss de Donkey Kong Country 3 et Donkey Kong Land III, c'est un bigorneau géant fait de pierre qui se cache dans la cascade, il garde la Baie des Babouins (Monde 3).

#### KAOS
KAOS est l'antagoniste secondaire, le quatrième boss et l'avant-dernier boss de Donkey Kong Country 3 et Donkey Kong Land III, c'est un robot vert-foncé crée par le Baron K. Roolenstein pour servir le monde (qui n'était rien d'autre que King K.Rool), il se fut détruit par Dixie Kong avec Kiddy Kong, mais la destruction de KAOS a enclenché la colère du Baron K. Roolenstein, la création de KAOS est à l'origine l'emprisonnement de Donkey Kong et Diddy Kong.

#### Barbos
Barbos est le cinquième boss de Donkey Kong Country 3 et Donkey Kong Land III, c'est une Lurchin géante, elle garde le Bord Barbelé (Monde 5).

#### Bleak
Bleak est le sixième boss de Donkey Kong Country 3 et Donkey Kong Land III, c'est un bonhomme de neige anthropomorphe, il garde K3 (Monde 6).

#### Kroctopus
Kroctopus est le septième boss de Donkey Kong Country 3 et Donkey Kong Land III, mais il apparait seulement dans la version Game Boy Advance de Donkey Kong Country 3, c'est une pieuvre géante de couleur verte, il garde le Bord Barbelé (Monde 5).

### L'armée de King Krusha K.Rool dansDonkey Kong Country 64

#### Tatou
Tatou (Army Dillo en anglais) est le premier et sixième boss de Donkey Kong 64, c'est un tatou mécaniquement modifié, il garde les Jobards des Jungles et les Cavernes de Cristals.

#### Grodragon
Grodragon (Dogadon en anglais) est le deuxième boss et cinquième boss de Donkey Kong 64, c'est une créature monstrueuse croisée entre un dragon et une libellule, il garde Aztec à Sec et la Forêt Foldingue.

#### Mad Jack
Mad Jack est le troisième boss de Donkey Kong 64, c'est un diable boiteux anthropomorphique aux allures de cyborg, il était censé garder l'Usine Pas Fine mais à cause du fait qu'il est complètement fou, il a été rejeté puis oublié.

#### Puftoss
Puftoss est le quatrième boss de Donkey Kong 64, c'est un poisson-globe géant, il garde le Galion tout Glauque.

#### King Kut Out (Kritter)
King Kut Out le septième boss de Donkey Kong 64, c'est une découpe géante en carton de King K. Rool créée et exploitée par deux Kritters, il garde le Château-Chocotte.

#### Monstre des Jouets
Monstre des Jouets est un mini boss de Donkey Kong 64, c'est un monstre crée à partir des jouets anthropomorphes, il vit dans l'Usine Pas Fine.

#### Araignée géante
Araignée géante est un mini boss de Donkey Kong 64, c'est une géante araignée, elle vit dans la Forêt Foldingue.

#### Kremling Viking Géant (Kremling)
Kremling Viking Géant est un mini boss de Donkey Kong 64, c'est un petit Kremling avec un casque Viking et une grande massue en bois et avec des piques. Il vit dans la Caverne-Cristal.

### La Tribu Tiki Tak
La Tribu Tiki Tak (Tiki Tak Tribe en anglais) est une tribu de Tikis ressemblant à des instruments de musiques anthropomorphes et maléfiques, ils vivent sur l'Île Kongo (l'île natale de Donkey Kong), ils hypnotisent les animaux de l'île de Donkey Kong grâce à un sortilège musical de Vaudou pour dérober ses bananes pour Tiki Tong (leur chef), mais cela a rendu Donkey Kong et Diddy Kong fous de rage lorsqu'ils ont vu et su que les toutes les bananes ont été volées et dérobées par tous les animaux de l'île (qui avaient été hypnotisaient par les Tikis). Le groupe est composé des instruments suivant : Kalimaboule (une mbira anthropomorphe), le Gang des Maracas (un trio de maracas anthropomorphes), Gongo (un gong anthropomorphe), Banjobarjo (un banjo anthropomorphe), Farflûte (une flûte de pan anthropomorphes), Xylos (un xylophone anthropomorphe) et Cordéon (un accordéon anthropomorphe), Donkey Kong et Diddy doivent chasser ces Tikis des régions de l'île avant d'atteindre le Volcan (Monde 8). Leur chef est Tiki Tong vivant dans le Volcan de l'île, il est une sorte de tambour géant anthropomorphe. À la fin du jeu, ils se furent tous exterminés par Donkey Kong avec l'aide de Diddy Kong en donnant un coup de poing sur la Lune qui retomba sur le Volcan pour faire exploser la Tour de Tiki Tong.
Au début du jeu on voit qu'ils proviennent du volcan situé au centre de l'île.
Contrairement aux autres antagonistes de Donkey Kong (comme les Kremlings, les Frigoths, l'Armée du Despote et l'Armée de Wizpig), la Tribu Tiki Tak sont l'un des rares personnages de la série à ne pas être des animaux anthropomorphes.
Ils apparaissent exclusivement dans Donkey Kong Country Returns.

#### Kalimaboule
Kalimaboule (Kalimba en anglais) est une mbira, c'est un être maléfique et anthropomorphe, il est l'un des deux premiers boss (aux côtés de Jauny) de la Jungle (monde 1) dans Donkey Kong Country Returns. Il possède Jauny (Mugly en anglais) (sorte de crapaud/rhinocéros) pour attaquer Donkey Kong et Diddy Kong. Au début du jeu, Kalimaboule essaie d'hypnotiser Donkey Kong mais il n'y arrive pas, le gorille va donc lui mettre un énorme coup de poing qui le fera voler derrière la cabane de Donkey Kong dans la jungle. Après avoir été chassé de la Jungle par Donkey Kong et Diddy Kong, il s'est sacrifié par Tiki Tong en se combinant aux côtés du  Gang des Maracas et de Gongo mélangés avec du jus de bananes mixés par Tiki Tong pour se transformer en sa main droite.

#### Le Gang des Maracas
Le Gang des Maracas (Maracas Gang en anglais) est un groupe de trois maracas sans nom, ce sont des instruments maléfiques et anthropomorphes, ils sont les deuxièmes boss (aux côtés des Marins Malins) de la Plage (monde 2) dans Donkey Kong Country Returns. Ils possèdent l'Équipe des Marins Malins (un groupe de trois crabes pirates) pour stopper Donkey Kong et Diddy Kong. Après avoir été chassés de la Plage par Donkey Kong et Diddy Kong, ils se furent sacrifié par Tiki Tong en se combinant aux côtés de Kalimaboule et de Gongo mélangés avec du jus de bananes mixés par Tiki Tong pour se transformer en sa main droite.

#### Gongo
Gongo (Gong-Oh en anglais) est un gong, c'est un être maléfique et anthropomorphe, il est l'un des deux troisièmes boss (aux côtés de Bomby) des Ruines (monde 3) dans Donkey Kong Country Returns. Il possède Bomby (Stu en anglais) (oiseau exotique vivant dans un chaudron d'or) pour arrêter Donkey Kong et Diddy Kong. Après avoir été chassé des Ruines par Donkey Kong et Diddy Kong, il s'est sacrifié par Tiki Tong en se combinant aux côtés de Kalimaboule et du Gang des Maracas mélangés avec du jus de bananes mixés par Tiki Tong pour se transformer en sa main droite.

#### Banjobarjo
Banjobarjo (Banjo-Bottom en anglais) est un banjo, c'est un être maléfique et anthropomorphe, il est l'un des deux quatrièmes boss (aux côtés de Max) de la Caverne (monde 4) dans Donkey Kong Country Returns. Il possède Max, le chef des taupes (une grosse taupe vivant dans des mines sur un wagon) pour empêcher Donkey Kong et Diddy Kong de continuer leur aventure. Après avoir été chassé des Cavernes par Donkey Kong et Diddy Kong, il s'est sacrifié par Tiki Tong en se combinant aux côtés de Farflûte, de Xylos et de Cordéon mélangés avec du jus de bananes mixés par Tiki Tong pour se transformer en sa main gauche.

#### Farflûte
Farflûte (Wacky Pipes en anglais) est une flûte de pan, c'est un être maléfique et anthropomorphe, c'est l'un des deux cinquièmes boss (aux côtés de Mangoruby) de la Forêt (monde 5) dans Donkey Kong Country Returns. Il possède Mangoruby (une chenille électrique) pour tuer Donkey Kong et Diddy Kong. Après avoir été chassé de la Forêt par Donkey Kong et Diddy Kong, il s'est sacrifié par Tiki Tong en se combinant aux côtés de Banjobarjo, de Xylos et de Cordéon mélangés avec du jus de bananes mixés par Tiki Tong pour se transformer en sa main gauche.

#### Xylos
Xylos (Xylobone en anglais) est un xylophone, c'est un être maléfique et anthropomorphe, c'est l'un des deux des sixièmes boss (aux côtés de Mauvy) de la Falaise (Monde 6) dans Donkey Kong Country Returns. Il possède Mauvy (Thugly en anglais) (sorte de crapaud violet / rhinocéros) ressemblant beaucoup à Jauny (ce qui est en réalité son grand-frère) pour arrêter Donkey Kong et Diddy Kong. Après avoir été chassé de la Falaise par Donkey Kong et Diddy Kong, il s'est sacrifié par Tiki Tong en se combinant aux côtés de Banjobarjo, de Farflûte et de Cordéon mélangés avec du jus de bananes mixés par Tiki Tong pour se transformer en sa main gauche.

#### Cordéon
Cordéon (Cordian en anglais) est un accordéon, c'est un être maléfique et anthropomorphe, c'est l'un des deux des septièmes boss (aux côtés du Colonel Plumy) de l'Usine (Monde 7) dans Donkey Kong Country Returns. Il possède le Colonel Plumy (Colonel Pluck en anglais) (un poulet aux plumages blanc, savant fou qui dirige un robot géant) pour créer de nouveaux membres de la Tribu Tiki Tak à partir des vases en bois orné de deux trous qui forment les yeux mélangés avec de la purée de bananes et de stopper Donkey Kong et Diddy Kong. Après avoir été chassé de l'Usine par Donkey Kong et Diddy Kong, il s'est sacrifié par Tiki Tong en se combinant aux côtés de Banjobarjo, de Farflûte et de Xylos mélangés avec du jus de bananes mixés par Tiki Tong pour se transformer en sa main gauche.

#### Tiki Pilote
Tiki Pilote (Tiki Pilot en anglais) est un Tiki qui n'apparaît qu'au début du jeu, il semble être un djembé avec trois plumes dessus et a un bâton ressemblant à une plante carnivore, il ne fait pas vraiment partie de la Tribu Tiki Tak mais il a quand même participé au vol des bananes de l'Île Kongo et il n'existe qu'un seul individu comme lui. Comme dit précédemment, on le voit au début du jeu à bord d'un bateau volant avec des tas de bananes, quand il voit Donkey Kong et Diddy Kong, il s'arrête pour les narguer.

#### Tiki Tong
Tiki Tong est l'antagoniste principal du jeu vidéo Donkey Kong Country Returns, c'est un genre de tambour géant qui s'est endormi dans un profond sommeil dans les profondeurs du volcan de l'île de Donkey Kong, il est le dernier et ultime boss du Volcan (Monde 8). Il est l'oppressif, glouton et énigmatique chef de la Tribu Tiki Tak, il est toujours obsédé par les bananes de Donkey Kong (il pense que les bananes sont en faites la source de vie de sa tribu), il crée de grandes mains grâce à ses sbires chassés par Donkey Kong et Diddy Kong, pour défier Donkey Kong et Diddy Kong. Il fut vaincu par Donkey Kong avec l'aide de Diddy Kong en lui donnant un grand coup de poing sur le bouton rouge, caché dans sa couronne, c'est le seul antagoniste de la franchise Donkey Kong qui meurt. Son apparence s'est fortement inspiré d'Andross, l'antagoniste principal de la franchise Star Fox, en raison de son apparence (une masse centrale qui agit comme une tête et avec deux masses externes qui agissent comme deux mains).

### Les Frigoths
Les Frigoths (Snowmads en anglais) sont des Vikings du Nord, leur chef ultime est nommé Sire Frighorrifik, ces Vikings du Nord ont attaqué l'Île Kongo. Ils ont expulsé Donkey Kong, Diddy Kong, Cranky Kong, Dixie Kong et Funky Kong de leur île, les Frigoths ont pillé, terrorisé et attaqué les habitants de l'Île Kongo. Quand ils débarquent sur l'île le jour de l'anniversaire de Donkey Kong, ils envoient une grande tempête de neige, qui recouvre toute l'île. Ils sont composés de 6 boss : Otario, Larsfang, Ba, Da et Boum, Fugu, Banquisator et Sire Frighorrifik (le boss ultime).
Ils apparaissent seulement dans Donkey Kong Country : Tropical Freeze.

#### Otario
Otario (Pompy en anglais) est un lion de mer avec de longues moustaches, a un casque à deux cornes, porte deux bracelets et un collier avec un flocon qui reprensente les Frigoths. Il vit dans un chapiteau de cirque. Il est le chef du Mangrove perdue (Monde 1), une fois Otario vaincu, il se fut chassé du Mangrove perdue par Donkey Kong, Diddy Kong, Dixie Kong, Cranky Kong et Funky Kong.

#### Larsfang
Larsfang (Skowl en anglais) est un gros hibou faisant partie de l'espèce des Hootz, il est gris et blanc, a une barbe grise tressée, des gros sourcils et de grands yeux jaunes, il porte un casque avec des bois de cerf et le logo des Frigoths (flocon). Il est le chef des Cimes Automnales (Monde 2), une fois Larsfang vaincu, il se fut chassé des Cimes Automnales par Donkey Kong, Diddy Kong, Dixie Kong, Cranky Kong et Funky Kong.

#### Ba, Da et Boum
Ba, Da et Boum (Ba-Boom en anglais) sont un trio de trois frères babouins, ils ont les cheveux en pétard noirs, un casque avec le logo des Frigoths et des bracelets de différentes couleurs. Celui avec les bracelets turquoise s'appelle Ba, celui en bleus s'appelle Da et le dernier avec les rouges se nomme Boum, d'où le nom Ba-Da-Boum. Ils sont les chefs de la Savane ensoleillée (Monde 3), une fois Ba, Da et Boum vaincus, ils se firent chasser de la Savane ensoleillée par Donkey Kong, Diddy Kong, Dixie Kong, Cranky Kong et Funky Kong.

#### Fugu
Fugu est un très grand poisson-globe vivant dans les eaux glaciales de l'île, il est gros jaune et bleu, a une barbichette et de grands sourcils. Il porte un collier avec une bannière accrochée dessus, la bannière a le logo des Frigoths. Il est le chef de l'Atoll tropical (Monde 4), une fois Fugu vaincu, il se fut chassé de l'Atoll tropical par Donkey Kong, Diddy Kong, Dixie Kong, Cranky Kong et Funky Kong.

#### Banquisator
Banquisator (Bashmaster en anglais) est un ours polaire ayant un grand marteau surplombé de piques, des bracelets sur les bras et une ceinture autour de la taille avec le logo des Frigoths. Il est le chef de la Jungle juteuse (Monde 5), une fois Banquisator vaincu, il se fut chassé de la Jungle juteuse par Donkey Kong, Diddy Kong, Dixie Kong, Cranky Kong et Funky Kong.

#### Sire Frighorrifik
Sire Frighorrifik (Sire Fredrik au Québec et Lord Fredrik en anglais) est l'antagoniste principal de Donkey Kong Country : Tropical Freeze. Il est le chef ultime des Frigoths, c'est un gros morse, il a un grand casque, une grosse moustache et une ceinture brillante avec le logo des Frigoths. Il vit dans le Volcan de l'île, et devient le chef de l'Île de Donkey Kong (Monde 6), une fois Sire Frighorrifik vaincu, il se fut chassé de l'Île de Donkey Kong, puis envoyé sur sa flotte de navires Frigoths en déclenchant une grosse explosion par Donkey Kong, Diddy Kong, Dixie Kong, Cranky Kong et Funky Kong.

### L'armée du Despote
L'armée du Despote (Ghastly King's army en anglais) est une armée d'animaux malveillants qui ont conquis les 16 royaumes et ils sèment la terreur chez les Onk-Onks (une race de petit singes à queues), leur chef est le Despote, une sorte de gorille ressemblant à un démon, c'est pour cette raison que Donkey Kong doit aider les Onks-Onks à mettre fin au règne du Despote et de récupérer toutes les bananes qui ont été volés. Après la seconde défaite du Despote, les Evil Kings, Les Barry, les Rocs et les Hogs furent rachetés pour leurs crimes.
Ils apparaissent exclusivement dans Donkey Kong Jungle Beat.

#### Les Evil Kings
Les Evil Kings sont un groupe de quatre Kong méchants pratiquant les arts martiaux dans Donkey Kong Jungle Beat, ils sont composés de Rasta Kong, Kong-Fu, Bushido Kong et de Kongozuna. Ils dirigent chacun un royaume différent : Royaume de la banane, Royaume de l'ananas, Royaume du durian et Royaume de Star Fruit. Après la seconde défaite du Despote, les Evil Kings furent rachetés pour leurs crimes (on peut les voir dans la seconde fin du jeu).

#### Les Barry
Les Barry (Tusks en anglais) sont une espèce de créature robotique, ils ressemblent à des éléphants, ils sont en différents matériaux dont le bois, la pierre et le métal. Ils sont composés de Barry Ton, Barry Laid, Barry Kade et de Charon et Chari Barry. Ils dirigent chacun un royaume différent : Royaume des pommes, Royaume du raisin, Royaume des pêches et Royaume du piment. Après la seconde défaite du Despote, les Barry furent rachetés pour leurs crimes.

#### Les Rocs
Les Rocs sont une espèce d'oiseau, ils sont composés de quatre membres : Galinus, Galina, Galinatus et de Galinator. Ils dirigent chacun un royaume différent : Royaume d'orange, Royaume du citron, Royaume de la cerise et Royaume du litchi. Après la seconde défaite du Despote, les Rocs furent rachetés pour leurs crimes.

#### Les Hogs
Les Hogs sont une espèce de porcs, ils sont composés de quatre membres : Pigros, Porké-Pig, Pig Asso et Pigarro. Ils dirigent chacun un royaume : Royaume de la pastèque, Royaume de la framboise, Royaume du melon et Royaume de la poire. Après la seconde défaite du Despote, les Hogs furent rachetés pour leurs crimes.

#### Hog Pig Poppo
Hog Pig Poppo est un genre de cochon ressemblant à l'espèce des Gale Hawg dans le jeu. Il apparaît dans le combat final contre le Despote où il se fait chevaucher par celui-ci. Il est de couleur verte camouflage, a deux grandes défenses, a un groin bleu et ses yeux sont oranges.

#### Le Despote
Le Despote (Ghaslty King et plus tard Cactus King en anglais) est le boss ultime de Donkey Kong Jungle Beat, il chevauche Hog Pig Poppo. C'est un gorille sans nom ayant l'air d'un démon, il est le roi de tous les antagonistes et l'oppressif chef de son armée. Il dirige le royaume de Moon Barrel.

### L'armée de King K.Rool dansDonkey Kong: King of Swing

#### Congazuma
Congazuma est le premier boss de Donkey Kong: King of Swing, c'est une statue représentant un Kremling, il garde le Monde de la Jungle (Monde 1).

#### Davy Bones
Davy Bones est le deuxième boss de Donkey Kong: King of Swing, c'est un squelette d'anguille géante, il garde le Monde Aqua (Monde 2), son nom est tiré de Davy Jones, un antagoniste des Pirates de Caraïbes.

#### Necky de Feu
Necky de Feu est le troisième boss de Donkey Kong: King of Swing, c'est un Necky élémentaire représentant la manifestation du feu, il ressemble plus au phénix qu'un simple Necky, il garde le Monde du Far West (Monde 3).

#### Sassy Squatch
Sassy Squatch est le quatrième boss de Donkey Kong: King of Swing, c'est un yéti élémentaire représentant la manifestation de la glace, dont son pelage est fait de glace, il garde le Monde des Glaces (Monde 4).

### L'armée de King K.Rool dansDK Jungle Climber

#### Vaisseau Spatial Banane
Vaisseau Spatial Banane (Banana Spaceship en anglais) est un vaisseau spatial jaune en forme de banane, il apparaît dans DK: Jungle Climber, il est le boss du monde Cliffy Peak. Il est dirigé par un Xananab, des bananes humanoïdes.

#### Kremling à Tête de Lézard (Kremling)
Kremling à Tête de Lézard (Lizard-Head Kremling en anglais) est une énorme tête de lézard ressemblant à un Kritter, il apparaît dans DK: Jungle Climber, il est le boss du monde Toy Box.

#### Méga AMP v1
Méga AMP v1 (Mega AMP v1 en anglais) est un grand robot ayant la forme d'un Kremling, sur son bras gauche il possède une foreuse et sur son bras droit il a une main en fer. Il a été construit par K.Rool et ses sbires, il est le boss du monde Usine de Panique. Il est piloté par un Kritter qui s'enfuit quand le robot est sur le point d'exploser. Il apparaît dans DK: Jungle Climber.

#### Dragon Kremling (Kremling)
Dragon Kremling est un dragon violet avec de grandes cornes ayant l'apparence d'un Kremling, il apparaît dans DK: Jungle Climber. Il est le boss du monde Chill'n'Char Island.

#### Méga AMP v2
Méga AMP v2 (Mega AMP v2 en anglais) est la deuxième version du premier Méga AMP, il est battu sur le King Kruiser IV, mais avait reçu des améliorations et était toujours conduit par un Kritter. Il apparaît dans DK: Jungle Climber.

### L'armée de Wizpig dansDiddy Kong Racing

#### Tricky le tricératops
Tricky le tricératops (Tricky the triceratops en anglais) est un tricératops rouge, c'est le premier boss du jeu, il s'est fait laver le cerveau par Wizpig pour devenir son sbire. Quand il est battu il offre l'amulette de Wizpig au joueur. Il apparaît dans Diddy Kong Racing. Le nom Tricky a servi d'inspiration pour un personnage de Star Fox Adventures, un monoclonius appartenant à la tribu des EarthWalker et qu'il doit aider Fox McCloud dans sa mission pour sauver Dinosaur Planet (appelée Sauria dans les jeux suivants) et surtout Krystal (une jeune renarde bleue qui deviendra plus tard son épouse) des griffes du tyrannique Général Scales.

#### Bluey le morse
Bluey le morse (Bluey the Walrus en anglais) est un morse bleu avec de grandes dents et une sorte de tablier ressemblant à un costume, c'est le deuxième boss du jeu. Il apparaît dans Diddy Kong Racing, il a été hypnotisé par le méchant Wizpig pour devenir son esclave. Il garde l'amulette de Wizpig mais la donnera au joueur pour le remercier de l'avoir libéré de son sort lors de sa deuxième défaite. Il est le plus rapide de l'Île Timber. À ne pas confondre ce personnage avec Sire Frighorrifik, le chef des Frigoths et l'antagoniste principal de Donkey Kong Country Tropical Freeze, bien qu'il soit un morse.

#### Bubbler la pieuvre
Bubbler la pieuvre (Bubbler the octopus en anglais) est une grosse pieuvre rouge aux yeux jaunes, il apparaît dans Diddy Kong Racing, c'est le troisième boss du jeu. Il se situe à Sherbet Island et il est considéré comme l'un des meilleurs coureurs de l'Île Timber, Wizpig lui a lavé le cerveau pour qu'il devienne un de ses sbires. Quand Bubbler a été battu une deuxième fois, en guise de remerciement, il offre l'amulette de Wizpig que celui-ci lui avait confié.

#### Smokey le dragon
Smokey le dragon (Smokey the dragon en anglais) est un grand dragon rouge et jaune aux yeux verts, c'est le quatrième boss du jeu ; comme Bubbler, il a subi un lavage intensif de cerveau pour devenir le lieutenant de Wizpig mais après avoir été battu il donne l'amulette de Wizpig. Il apparaît dans Diddy Kong Racing.

#### Wizpig
Wizpig est un sorcier extra-terrestre ressemblant à un cochon géant, c'est l'ultime et dernier boss du jeu, il est l'antagoniste principal du jeu vidéo Diddy Kong Racing, son but est de conquérir l'Île de Timber et de faire tous les habitants de l'Île de Timber ses esclaves. Dans le passé, puisqu'il s'ennuyait, sur sa planète natale il a transformé sa planète en parc d'attractions nommé Futur Fun Land, mais vu qu'il s'ennuyait encore il s'est mis à la course et ceci est devenue sa passion.

### Les Minis-Mario
Les Minis-Mario sont des jouets vendus par Mario Toy Compagnie ressemblant énormément à Mario, ils possèdent un genre de manivelle dans leur dos pour les faire avancer. Ils sont ennemis de Donkey Kong dans la série Mario vs. Donkey Kong, dans le premier opus ces jouets sont kidnappés par Donkey Kong voulant à tout prix une de ces figurines. Mais il va se faire vaincre par Mario qui va lui en laisser qu'une seule pour le réconforter. Dans la suite des jeux, les Minis-Mario auront une nouvelle utilité : celle de sauver Pauline qui a été une nouvelle fois kidnappée par le singe.

### Les victimes de la Tribu Tiki Tak
Ce sont des animaux vivant sur l'île de Donkey Kong qui ont été réduits à l’esclavage par la Tribu Tiki Tak pour voler les bananes sous les ordres de Tiki Tong, Donkey Kong et Diddy Kong doivent déposséder ces animaux et chasser les Tikis des régions de l'île Kongo pour mettre fin à l'hypnose de la Tribu Tiki Tak, les victimes de la Tribu Tiki Tak les plus connus sont les éléphants, un zèbre, les girafes, les écureuils, Jauny, les Marin Malins, Bomby, Max et le Train des Taupes, Mangoruby, Mauvy et le Colonel Plumy.

#### Les principales victimes de la Tribu Tiki Tak

##### Jauny
Jauny (Mugly en anglais) est une grosse créature jaune ressemblant à un croisement entre un rhinocéros et une grenouille, c'est l'un des deux des premiers boss (aux côtés de Kalimaboule) de la Jungle (Monde 1) dans Donkey Kong Country Returns. Il est possédé par Kalimaboule pour garder la Jungle et attaquer Donkey Kong et Diddy Kong, après avoir vaincu Jauny, Kalimaboule fut chassé de la Jungle par Donkey Kong et Diddy Kong, on apprend qu'il a un frère nommé Mauvy et il réside dans les Falaises (Monde 6).

##### Les Marins Malins
Les Marins Malins (Scurvy Crew en anglais) sont un groupe de trois crabes pirates sans nom, ils sont les deuxièmes boss (aux côtés du Gang des Maracas) de la Plage (monde 2) dans Donkey Kong Country Returns. Ils sont possédés par le  Gang des Maracas pour stopper Donkey Kong et Diddy Kong, après avoir vaincu les Marins Malins, le Gang des Maracas furent chassés de la Plage par Donkey Kong et Diddy Kong.

##### Bomby
Bomby (Stu en anglais) est un oiseau exotique vivant dans un chaudron d'or à la suite de son éclosion, il est l'un des deux troisièmes boss (aux côtés de Gongo) des Ruines (monde 3) dans Donkey Kong Country Returns. Il est possédé par Gongo pour arrêter Donkey Kong et Diddy Kong, après avoir vaincu Bomby, Gongo fut chassé des Ruines par Donkey Kong et Diddy Kong. Son apparence ressemble étrangement à Kazooie, un personnage apparu dans Banjo-Kazooie.

##### Le Train des Taupes
Le Train des Taupes (The Moles Train en anglais) est un train composé de cinq wagons contenants des bananes et piloter par Max, le chef des Taupes, il est l'un des deux quatrièmes boss (aux côtés de Banjobarjo) de la Caverne (monde 4) dans Donkey Kong Country Returns. Max est possédé par Banjobarjo pour empêcher Donkey Kong et Diddy Kong de continuer leur aventure, après avoir vaincu le Train des Taupes, Banjobarjo fut chassé des Cavernes par Donkey Kong et Diddy Kong.

##### Mangoruby
Mangoruby est une chenille électrique, c'est l'un des deux cinquièmes boss (aux côtés de Farflûte) de la Forêt (monde 5) dans Donkey Kong Country Returns. Il est possédé par Farflûte pour tuer Donkey Kong et Diddy Kong, après avoir vaincu Mangoruby, Farflûte fut chassé de la Forêt par Donkey Kong et Diddy Kong.

##### Mauvy
Mauvy (Thugly en anglais) est une grosse créature violette ressemblant à un croisement entre un rhinocéros et une grenouille et il est aussi le grand-frère de Jauny, c'est l'un des deux des sixièmes boss (aux côtés de Xylos) de la Falaise (Monde 6) dans Donkey Kong Country Returns. Il est possédé par Xylos pour arrêter Donkey Kong et Diddy Kong, après avoir vaincu Mauvy, Xylos fut chassé de la Falaise par Donkey Kong et Diddy Kong.

##### Le Colonel Plumy
Le Colonel Plumy (Colonel Pluck en anglais) est l'antagoniste central de Donkey Kong Country Returns, c'est un poulet aux plumages blanc, savant fou qui dirige un robot géant pour créer de nouveaux membres de la Tribu Tiki Tak à partir des vases en bois orné de deux trous qui forment les yeux mélangés avec de la purée de bananes et travaillant pour la Tribu Tiki Tak, c'est l'un des deux des septièmes boss (aux côtés de Cordéon) de l'Usine (Monde 7) dans Donkey Kong Country Returns. Il est possédé par Cordéon pour stopper Donkey Kong et Diddy Kong, après avoir vaincu le Colonel Plumy, Cordéon fut chassé de l'Usine par Donkey Kong et Diddy Kong.

#### Autres victimes de la Tribu Tiki Tak

##### Les éléphants
Les éléphants sont des personnages sans noms de Donkey Kong Country Returns, ce sont trois éléphants mâles vivants sur l'île Kongo, le premier éléphant fut hypnotisé par Kalimaboule dans le but de récolter toutes les bananes de Donkey Kong pour Tiki Tong, on peut apercevoir le deuxième éléphant hypnotisé par Kalimaboule et le troisième éléphant vu par Donkey Kong en colère quand il voit que ses bananes ont été volées, les éléphants furent les premières victimes de la Tribu Tiki Tak, après l'extinction de la Tribu Tiki Tak, les éléphants sont libérés de l'hypnose.

##### Le zèbre
Le zèbre est un personnage sans nom de Donkey Kong Country Returns, c'est un zèbre mâle vivant sur l'île Kongo, le zèbre fut hypnotisé par Gongo dans le but de récolter toutes les bananes de Donkey Kong pour Tiki Tong, le zèbre est la seconde victime de la Tribu Tiki Tak, après l'extinction de la Tribu Tiki Tak, le zèbre est libéré de l'hypnose.

##### Les girafes
Les girafes sont des personnages sans noms de Donkey Kong Country Returns, ce sont trois girafes femelles vivantes sur l'île Kongo, la première girafe fut hypnotisée par Farflûte aux côtés de l'écureuil dans le but de récolter toutes les bananes de Donkey Kong pour Tiki Tong, on peut apercevoir la deuxième girafe hypnotisée par Kalimaboule et la troisième girafe vue par Donkey Kong en colère quand il voit que ses bananes ont été volées, les girafes sont la troisième victime de la Tribu Tiki Tak, après l'extinction de la Tribu Tiki Tak, les girafes sont libérées de l'hypnose.

##### Les écureuils
Les écureuils sont des personnages sans noms de Donkey Kong Country Returns, ce sont quatre écureuils mâles vivants sur l'île Kongo, le premier écureuil fut hypnotisé par Farflûte aux côtés de la girafe dans le but de récolter toutes les bananes de Donkey Kong pour Tiki Tong, lon peut apercevoir les deux premiers écureuils transportant des babanes aux côtés des deux éléphants et des deux girafes et qui sont hyonotisés par Kalimaboule, les écureuils sont la quatrième victime de la Tribu Tiki Tak, après l'extinction de la Tribu Tiki Tak, les écureuils sont libérés de l'hypnose.

### Antagonistes apparu dans les niveaux

#### Squiddicus
Squiddicus est un antagoniste apparu dans Donkey Kong Country Returns et dans Donkey Kong Country Tropical Freeze, c'est une pieuvre géante de couleur orange avec des tentacules couverts d'épines et qui sème la terreur dans les mers, on peut la voir dans le niveau Mer Tentaculaire où elle détruit un bateau pirate et elle doit empêcher les Kongs de finir les niveaux, elle apparait dans le niveau Terreur Tentaculaire où elle doit tenter de noyer les Kongs pour les empêcher de finir le niveau.

#### Big Squeekly
Big Squeekly ou Méga Squeekly est un antagoniste apparu dans Donkey Kong Country Returns et dans Donkey Kong Country Tropical Freeze, c’est une chauve-souris géante qui est le chef dérangé des Squeeklys (une espèce de chauve-souris anthropomorphe), il poursuit Donkey Kong et Diddy Kong dans le niveau Chauve Qui Peut et sert de caméo dans le niveau Caverne croulante (on peut le voir congelé dans la glace).

## Les amis animaux

### Rambi le rhinocéros
Rambi le rhinocéros est un gros rhinocéros mâle avec une seule corne et des yeux noirs, c'est un "ami animal" de la série Donkey Kong, il apparaît pour la première fois dans Donkey Kong Country. C'est un "objet" puissant qui sert à charger les ennemis, détruire des obstacles et à utiliser sa corne pour les attaquer. Dans Donkey Kong Country 3 et Donkey Kong Land III, il a été remplacé par Ellie l'éléphant. Sa dernière vraie apparition est dans Donkey Kong Country : Tropical Freeze en 2018 sur Nintendo Switch. C'est l'ami animal le plus connu de la saga Donkey Kong. Il réapparaît dans Donkey Kong Bananza où le nom est utilisé pour nommé l'espèce entière et non plus uniquement le personnage.

### Expresso l'autruche
Expresso l'autruche est une grande autruche femelle avec des plumes blanches et noires, qui serait celle d'un male (ils ont fait une erreur), des sneakers blanches et oranges, des grandes jambes, des yeux noirs et un bec rose, c'est également un "ami animal" de la série Donkey Kong. Il apparaît pour la première fois dans Donkey Kong Country 1, il peut courir très vite, sauter de grandes distances grâce ses ailes, il peut battre des ailes et les ennemis passent en dessous d'elle grâce à ses jambes (à l'exception des plus grands).

### Enguarde l'espadon
Enguarde l'espadon est un espadon mâle bleu et vert et avec des yeux noirs, il est un "ami animal". Il apparaît pour la première fois dans Donkey Kong Country 1, il est un animal marin qui sert à nager plus rapidement et faire des turbos boost pour que sa pointe devienne une épée redoutable. Il apparaît pour la dernière fois dans Donkey Kong Barrel Blast sorti sur Wii en 2007.

### Winky la grenouille
Winky la grenouille est une grenouille mâle avec la peau verte surplombée de taches rouges et avec des yeux noirs, lui aussi est un ami animal. Il fait sa première apparition dans Donkey Kong Country 1, il peut sauter très haut et en sautant il peut attaquer certains ennemis. Il a été après remplacé par Rattly le serpent à sonnette dès Donkey Kong Country 2.

### Squawks le perroquet
Squawks le perroquet est un perroquet mâle avec les plumes vertes, jaunes et rouges, le bec jaune et les yeux noirs, il est encore une fois un "ami animal". Sa première apparition date de Donkey Kong Country 1, il est le seul animal que le joueur ne peut monter dans ce jeu, dans les lieux sombres il tient une lampe de poche pour éclairer les environs, il peut soulever les joueurs pour des niveaux, cracher des œufs sur les ennemis et vous aide à trouver les pièces de puzzle dans Donkey Kong Country Returns et Donkey Kong Country : Tropical Freeze. Il est "l'ami animal" à faire le plus d'apparitions dans la série Donkey Kong.

### Rattly le serpent à sonnette
Rattly le serpent à sonnette est un serpent à sonnette mâle avec des écailles vertes et rouges, une langue bifide rose, des yeux noirs et un corps en forme de ressort, lui aussi est un "ami animal". Il est un habitant de Crocodile Isle mais il s'est rebellé contre les Kremlings. Sa première apparition date de Donkey Kong Country 2, il y remplace Winky la grenouille, il saute beaucoup plus haut que les Kong grâce à sa queue en forme de ressort.

### Squitter l'araignée
Squitter l'araignée est une araignée mâle avec huit sneakers blanches et oranges pour ses huit pattes, des yeux noirs et des poils noirs, rouges et oranges, c'est un "ami animal". Il apparaît pour la première fois dans le second opus Donkey Kong Country 2, où il peut créer des toiles pour les faire tourner sur ses ennemis et créer des plateformes. Ses dernières vraies apparitions sont dans Donkey Kong Country 3 et Donkey Kong Land III.

### Glimmer le poisson-pêcheur
Glimmer le poisson-pêcheur est un poisson-pêcheur mâle orné d'une tige avec une lanterne, des écailles marron, roses et blanches et des yeux noirs, il est un "ami animal". Il fait sa première et dernière véritable apparition dans Donkey Kong Country 2, il vit autour de Crocodile Isle dans les bateaux coulés de Krem Quay, il sert à éclairer les fonds sombres aux Kong.

### Clapper le phoque
Clapper le phoque est un phoque mâle avec des poils argentés, un nez et des yeux noirs, c'est un "ami animal. Il apparaît pour la première fois dans Donkey Kong Country 2, il sert à refroidir l'eau dans certains niveaux, la geler et de rebondir sur son dos. Sa dernière apparition est dans Donkey Kong Land II. Il vit près de sources chaudes.

### Quawks le perroquet
Quawks le perroquet est un perroquet mâle qui se distingue de Squawks de par sa couleur et son pouvoir. Il a des plumes violettes, jaunes et rouges, un bec jaune et des yeux noirs, il est un "ami animal". Son apparition date de Donkey Kong Country 2, il sert à attraper avec ses griffes des barils pour les jeter sur ses ennemis et à attraper le joueur pour le faire monter sur des plateformes.

### Ellie l'éléphant
Ellie l'éléphant est un éléphant femelle avec de grandes oreilles, une petite trompe et des yeux bleus. Elle est aussi un "ami animal" de la série Donkey Kong, elle apparaît pour la première fois dans Donkey Kong Country 3 où elle remplace Rambi le rhinocéros. Elle peut aspirer de l'eau avec sa trompe pour la recracher sur ses ennemis, elle a peur des souris, elle peut attraper des tonneaux pour les jeter, son nom a été donné à Ellie, un personnage du film L'Âge de glace 2, en hommage.

### Parry l'oiseau parallèle
Parry l'oiseau parallèle est un oiseau mâle avec des plumes bleues, blanches, marrons, rouges et jaunes, il est un "ami animal". Il fait sa première apparition dans Donkey Kong Country 3, il vous aide à attraper des objets hors de portée pour les joueurs (pièces, bananes, ballon) et s'il ne se fait pas tuer jusqu'à la fin du niveau, le joueur obtient un ballon bleu ou un baril bonus.

### Lightfish le poisson abyssal
Lightfish le poisson abyssal est un genre de poisson-pêcheur ressemblant beaucoup à Glimmer le poisson-pêcheur, comme lui il vit dans les abysses, plus précisément dans des navires coulés, il a des écailles bleues et grises, a une lampe sur le front et une longue queue, c'est un "ami animal". Il apparaît dans Donkey Kong 64 pour la première fois où il sert seulement à éclairer les alentours.

### Hoofer le gnou
Hoofer le gnou (Mooshin dans la version japonaise et européenne) est un gnou mâle énervé et déterminé, avec des poils noirs et gris, une chevelure jaune, de grandes et longues cornes, des sabots rouges, les yeux rouges et une bouche et un nez beige, c'est un "ami animal", ses capacités sont similaires à celles Rambi le rhinocéros et Ellie l'éléphant. Il apparaît pour la toute première fois dans Donkey Kong Jungle Beat, il sert à charger les ennemis et à détruire des obstacles.

### Flurl l'écureuil
Flurl l'écureuil est un écureuil roux mâle flemmard, il est grand et a un bandeau magenta autour du cou, il habite dans les arbres de la jungle où on peut le croiser parfois en train de dormir, c'est un "ami animal". Sa première apparition date de Donkey Kong Jungle Beat, quand Donkey Kong attrape sa queue, il peut l'utiliser comme un parachute où dans les coups de vent le joueur ira plus ou moins haut. Il sert aussi à accéder à des plateformes normalement inaccessibles.

### Orco l'orque
Orco l'orque est une orque mâle. Ce personnage bleu et blanc est un « ami animal ». Il sert à sauter hors de l'eau, nager plus vite et détruire des obstacles sous-marins. Il apparaît dans Donkey Kong Jungle Beat pour la première fois.

### Helibird l'oiseau
Helibird l'oiseau est un genre de perroquet, il existe sous plusieurs formes : bleu, jaune, vert, noir, orange, violet et rose, il est lui aussi un "ami animal". Il sert à voler et à atterrir sur des plateformes normalement inaccessibles, il fait son apparition dans Donkey Kong Jungle Beat.

### Professeur Chops
Le Professeur Chops (Professor Chops en anglais) est un cochon rose portant de grande lunette ronde et noire, il explique les commandes du jeu et il sert aussi à prendre le check-point des Kong, lorsque Donkey Kong ou Diddy Kong perd 8 vies, il peut actionner Super Kong pour l'aider à terminer le niveau à la place de Donkey Kong et de Diddy Kong, mais ce mode est évidemment optionnel, et peut ne pas être actionné selon la volonté du joueur. Super Kong peut ramasser des pièces de puzzle et les quatre lettres du mot KONG, mais ces bonus ne seront pas sauvegardés à la fin du niveau. Il apparaît seulement dans les jeux récents de Donkey Kong comme Donkey Kong Country Returns sur Wii et Nintendo 3DS mais aussi dans Donkey Kong Country : Tropical Freeze sur Wii U et Nintendo Switch.

### Tawks le ara rouge
Tawks le ara rouge est un ara rouge, jaune et bleu, avec un bec beige et marron et des lunettes violettes, c'est un "ami animal". Il dirige la boutique de Funky Kong dans Donkey Kong Country : Tropical Freeze sur Nintendo Switch. Il offre des rabais à Funky Kong.

## Les autres personnages

### Pauline
Pauline (appelée à l'époque Lady) est la première petite-amie de Mario, elle est une femme brune aimant le rouge, elle est maquillée d'un rouge à lèvres rouge, de vernis à ongle rouge, d'un maquillage pour paupières violet, elle est vêtue d'une robe rouge, d'un chapeau rouge, de boucles d'oreilles et d'un bracelet en or, elle est aussi l'un des premiers personnages de Nintendo. Dans le jeu Donkey Kong (sorti en 1981) elle est enlevée par le gorille Donkey Kong. Mario va alors partir à son secours, il va parcourir un site en construction tout en évitant les tonneaux lancés par le singe, le plombier moustachu, à cette époque charpentier, peut alors ramasser des objets de la demoiselle qu'elle a fait tomber, comme un chapeau, un sac à main et une ombrelle. Elle est pour la première fois un personnage jouable dans Mario Tennis Aces, elle apparaît aussi dans Super Mario Odyssey en tant que mairesse de New Donk City.
Les jeux où elle apparaît :
- Donkey Kong (1981 - Jeu d'arcade) ;
- Pinball (1983 - NES) ;
- Donkey Kong  (1994 - Game Boy) ;
- Mario vs. Donkey Kong 2 : La Marche des Mini (2006 - Nintendo DS) ;
- Tetris DS (2006 - Nintendo DS) ;
- Mario vs. Donkey Kong : Mini-Land Mayham ! (2010 - Nintendo DS) ;
- Super Mario Odyssey (2017 - Nintendo Switch) ;
- Mario Tennis Aces (2018 - Nintendo Switch) ;
- Super Smash Bros for Nintendo 3DS / for Wii U (2014 - Nintendo 3DS / Wii U) ;
- Mario vs Donkey Kong Tipping Stars (2015 - Nintendo 3DS / Wii U) ;
- Super Smash Bros. Ultimate (2018 - Nintendo Switch) ;
- Mario Kart Tour (2019 - IOS / Android).

### La Reine Oiseau Banane
Reine Oiseau Banane (Queen Banana Bird en anglais) est un Oiseau Banane géant et multicolore, elle est la mère et reine de tous les Oiseaux Banane, elle apparaît dans Donkey Kong Country 3. Dans ce jeu elle a été emprisonnée par le Baron K.Roolenstein quand il est allé envahir la Kremisphère Nord, pour la libérer il faut avoir 15 Oiseaux Bananes (20 dans la version Game Boy Advance). Quand elle est libérée par les Kong, elle vole au-dessus de Baron K.Roolenstein pour lui lâcher un œuf dessus.

### La Princesse Fée Banane
Princesse Fée Banane (Banana Fairy Princess en anglais) est la princesse des Fées Banane, elle a des habits jaunes représentant la banane et des ailes. Elle apparaît seulement dans Donkey Kong 64 où elle vit sur l'Île des Fées Banane, Tiny Kong est la seule qui puisse rencontrer la fée car l'entrée de l'île est petite. Quand elle la rencontre, la fée est en pleure et se plaint d'un séisme (sûrement causé par K.Lumsy) qui a effrayé les habitantes de l'île et les a faites s'enfuir. La fée demande alors si les Kong peuvent les récupérer à l'aide d'un appareil photo, quand les fées ont été récupérées Princesse Fée Banane offre une Banane dorée avec un autocollant Rareware dessus.

### Les Frères Ours
Les Frères Ours sont des personnages qui apparaissent dans Donkey Kong Country 3, ce sont un groupe de quinze ours bienveillants (un apparait dans Donkey Kong Land III et l'autre dans la version Game Boy Advance) qui résident dans la Kremisphère Nord et alliés des Kongs et aident Dixie Kong et Kiddy Kong à arrêter le Baron K. Roolenstein et son armée pour sauver Donkey Kong et Diddy Kong. La plupart des Frères Ours ont un oiseau banane, que Dixie et Kiddy Kong peuvent généralement obtenir en leur fournissant un objet unique. Le nom de chaque Frère Ours commence par la lettre "B" en référence à "bear" signifiant "ours" en anglais, les membres du groupe sont Barter, Bazaar, Blue, Blunder, Blizzard, Bazooka, Barnacle, Baffle, Bramble, Brash, Benny, Björn, Boomer, Bear et Bachelor. Cela a servi d'inspiration pour Banjo, un personnage apparu dans Banjo-Kazooie.

### Troff
Troff est un cochon rose apparaissant dans Donkey Kong 64, il vit dans le lieu Troff'N'Scoff avec son ami l'hippopotame Scoff. La famille Kong doit nourrir le cochon avec des bananes pour qu'il soulève Scoff jusqu'à la clé d'un boss, après avoir réussi il ouvre la porte aux Kong pour battre King Krusha K.Rool. Quand le combat est terminé, ils viennent faire la fête dans la Maison de l'Arbre DK.

### Scoff
Scoff est un hippopotame bleu apparaissant dans Donkey Kong 64, il vit dans le lieu Troff'N'Scoff avec son ami le cochon Troff. La famille Kong doit nourrir Troff avec des bananes pour qu'il soulève l'hippopotame jusqu'à la clé d'un boss, après avoir réussi il ouvre la porte aux Kong pour battre King Krusha K.Rool. Quand le combat est terminé, ils viennent faire la fête dans la Maison de l'Arbre DK.

### Snide
Snide est une fouine anthropomorphe portant un costume bleu ouvert avec des manches retroussées qui vont de son cou à ses chevilles, ainsi qu'aux deux poignets et deux paires de chaussures marron, c'est un ami des Kongs, il apparait dans Donkey Kong 64, il vit dans son Quartier Général appelé nommé le QG de Snide (Snide's HQ en anglais) où il raconte à Donkey Kong qu'il a autrefois travaillé chez les Kremling, mais K.Rool l'a viré parce qu'il ne lui faisait pas confiance, il aide les Kongs à trouver ses plans originaux pour arrêter la machine de K. Rool et de prendre sa revanche sur K. Rool. Quand le combat est terminé, ils viennent faire la fête dans la Maison de l'Arbre DK. Bien qu’il soit un protagoniste de la série Donkey Kong, Snide a servi d'inspiration pour la Mafia des Fouines, composés du professeur Von Kripplespac, Don Weaso (leur chef), les Gardes Belettes, la Bande des Fouines, les Gardes de Sécurités, Paulie, Frankie, Ali et Chicho, des antagonistes du jeu vidéo Conker's Bad Fur Day, car ce sont des fouines.

### B. Locker
B. Locker est un panneau anthropomorphe et grincheux qui apparaît dans Donkey Kong 64. Son nom est un jeu de mots sur "blocker" (provenant de l'anglais qui signifie bloqueur), et comme le suggère le nom de B. Locker, il empêche les Kongs d'entrer dans un portail à un niveau à moins qu'ils n'aient assez de Bananes dorées (de 1 à 100).

### Le Haricot Magique
Le haricot magique est un personnage sans nom qui apparait dans Donkey Kong 64, c'est une énorme plante trouvée dans la Forêt Foldingue. Il est issu d'une petite graine rose trouvée par Tiny Kong. Tiny trouve la graine dans une souche d'arbre après avoir vaincu un groupe de Klaptraps violets . Après cela, elle doit planter la graine dans un sol fertile près de la Boutique de Funky, où elle pousse presque instantanément dans le haricot magique. Une banane dorée est au sommet du haricot magique. Pour l'atteindre, Tiny doit utiliser Mini Macaque et jouer sur un Pavé de musique pour invoquer Squawks, qui l'emmène jusqu'à la Banane dorée.

### La Coccinelle
La Coccinelle est un personnage sans nom qui apparaît dans Donkey Kong 64, c'est une grande coccinelle verte en tenue de course violette. Elle semble être de bons amis avec les Kongs. Elle défie deux des Kongs aux courses, récompensant chacun une Banane dorée lors de sa défaite. Dans Aztec à Sec, elle défie Tiny Kong à une course sur une grande diapositive, où Tiny doit collecter au moins 50 Pièces DK et terminer premier pour gagner. La Coccinelle réapparaît dans les Cavernes de Cristals pour défier Lanky Kong à une course dans les mêmes conditions que Tiny a été soumis lors de l'utilisation de l'Orang-Ousprint.

### Le Buzzard
Le Buzzard est un Buzzard sans nom et amical qui porte un casque de course, il apparaît dans Donkey Kong 64, où il est vu enfermé dans une cage près du QG de Snide au QG de Snide. Après que Diddy Kong libère le Buzzard de la cage en volant à travers l'anneau avec son Rapido Rocket au sommet de la statue géante à trois reprises, il décide de le défier avec un jeu; si Diddy parvient à voler à travers tous les anneaux qu'il laisse tomber, le Buzzard récompensera Diddy avec une Banane Dorée.

### La Créature de glace
La Créature de Glace (Ice Creature en anglais) est un personnage sans nom qui apparaît dans Donkey Kong 64, c'est un monstre ressemblant à une tomate et qui représente l'incarnation de la glace. Il a vécu dans les Cavernes de Cristals pendant si longtemps qu'il a gelé, devenant bleu avec des glaçons suspendus à son corps. Il vit seul dans un igloo verrouillé. Coincé dans l'igloo, il constituait un jeu auquel il jouerait avec n'importe quel visiteur. Dans ce jeu, l'adversaire devrait faire apparaître le logo DK en claquant sur l'une des 12 cases pour les faire basculer, tandis que la créature les fait basculer pour faire apparaître la tête de K. Rool . Celui qui a le plus de cases à la fin du jeu gagne. Après que Lanky soit venu battre la tomate à son propre jeu, il l'a amèrement récompensé avec une Banane Dorée.

### Le Lama
Le Lama (Llama en anglais) est un personnage sans nom et mineur qui apparaît dans la scène Aztec à Sec de Donkey Kong 64. Il possède et vit dans son propre temple dans le monde. Le lama est emprisonné à l'intérieur d'une cage dans la première zone principale après le passage d'entrée. Tout comme Donkey Kong entre dans la zone principale, le Lama laisse vaguement entendre qu'il peut être libéré dans les nuages. Pour le libérer, Donkey Kong doit accéder à un Pavé de Donkey Kong à l'escalier menant au temple du Lama et terminer un défi Tonneau Canon. Ce faisant, les barreaux de la cage du Lama se lèvent et il part pour sa maison, le Temple du Lama, et laisse une Banane Dorée pour Donkey Kong, son apparence a été inspirée de Gobi, un personnage de Banjo-Kazooie.

### La Sirène
La Sirène (Mermaid en anglais) est un personnage sans nom, elle apparait dans Donkey Kong 64, elle vit dans un grand palais d'obus au Galion tout Glauque. Après que Tiny la rencontre, elle apprend que la Sirène a perdu toutes ses perles. En conséquence, Tiny part à leur recherche. Elle trouve finalement dans un coffre au trésor plein d'huîtres. Chaque huître contient une des perles de la Sirène. Après que Tiny ait récupéré toutes les perles, elle les rend à la sirène, pour son grand plaisir. En récompense, la sirène donne à Tiny une Banane Dorée.

### Microbuffer
Microbuffer est un personnage qui apparaît dans Donkey Kong 64, c'est un microphone anthropomorphe aux yeux bleus, une moustache et un smoking. C'est une parodie de l'annonceur de boxe du monde réel Michael Buffer. Il présente K. Rool et les Kongs dans le combat final contre le boss, donne des descriptions très dramatiques pour chaque Kong et se déplace en sautillant. Microbuffer semble être un microphone qui fonctionne tout seul.

### La Mini voiture
La Mini voiture (Mini car en anglais) est un personnage sans nom qui apparaît dans Donkey Kong 64. une minuscule voiture de course verte et violette. Il a été fabriqué à Frantic Factory. C'était dans l'hippodrome de jouets de l'usine où la Mini Voiture a défié Tiny Kong pour une course autour de la piste. Pour gagner, Tiny devait également obtenir au moins dix Pièces DK. Après la victoire de Tiny, la Mini voiture lui a donné une Banane Dorée, en échange de la promesse de Tiny de ne dire à aucune autre voiture sa perte. Plus tard, au Château-Chocotte, la Mini Voiture a défié Tiny à une autre course, qui a également lieu dans l'Usine Pas Fine. Après que Tiny ait battu à nouveau la Banane Dorée, cela lui a donné une autre Banane Dorée. Apparemment, la deuxième banane était sa seule possession, comme elle le faisait remarquer tristement.

### Le Hibou
Le Hibou (Owl en anglais) est un personnage sans nom qui apparaît dans Donkey Kong 64. Il vit dans le grand arbre de la Forêt Foldingue. Comme on pouvait s'y attendre avec un hibou, il ne peut être rencontré que la nuit. Apparemment, il ne parlera à rien qui ne puisse pas voler, comme il l'a dit à Diddy Kong avant d'obtenir son Rapido Rocket. Après que Diddy a obtenu les fusées, le Hibou, dans la même veine que le Necky à Aztec à Sec, a mis au défi Diddy de franchir sa course d'obstacles en volant à travers des anneaux qu'il laisse derrière lui. Après que Diddy ait battu le parcours, le Hibou a été déçu de constater que son parcours du combattant n'était pas aussi difficile qu'il le pensait. Le hibou a ensuite récompensé Diddy avec un Tonneau Bonus.

### Le Lapin
Le Lapin (Rabbit en anglais) est un personnage sans nom qui apparaît dans Donkey Kong 64. Il vit dans la maison en forme de carotte de la Forêt Foldingue. Il a apparemment entendu quelque part que Lanky Kong est très rapide, alors il défie Lanky avec une Banane Dorée comme prix. Dans la première course, quand Lanky gagne, le Lapin refuse de lui donner la banane. Au lieu de cela, il dit à Lanky de revenir et d'accepter le "prix de consolation", qui est trois pièces de banane bleues. Dans la deuxième course, le Lapin est beaucoup plus rapide où la capacité l'Orang-Ousprint de Cranky Kong est nécessaire pour le battre et gagner la Banane Dorée.

### Les Phoques
Les Phoques (Seals en anglais) sont un groupe de trois personnages sans noms qui apparaissent dans Donkey Kong 64, ce sont un groupe de trois phoques vêtu d'une tenue de pirate. Il est vu pour la première fois dans le Galion tout Glauque, où il est enfermé dans une prison près du phare. Donkey Kong doit terminer le Blasto-Babouin du Galion tout Glauque afin de libérer le phoque et d'obtenir une banane dorée. Le phoque défie ensuite Donkey Kong dans une course de bateaux pour une autre Banane Dorée. Il est revu lors de la séquence de fin dans l'eau près de la Cabane de Donkey Kong. Deux phoques identiques apparaissent également nageant autour de l'île Donkey Kong pendant la séquence d'introduction.

### Le Ver
Le Ver (Worm en anglais) est un personnage sans nom et mineur qui apparaît dans Donkey Kong 64. Il réside à l'intérieur d'une grosse pomme verte dans la Forêt Foldingue.
Chunky est le seul Kong qui parle avec le ver, qui est situé près de la Boutique de Funky. Il explique à Chunky ses problèmes avec les tomates entourant sa maison. le Ver explique que les Tomates ont mangé tous ses amis et prétend en être le seul survivant. Il offre à Chunky une Banane Dorée pour détruire les quatre tomates. Pour ce faire, Chunky doit se transformer en sa transformation ChataignoChunky à partir d'un Tonneau Kong à proximité pour écraser les tomates.
Le Ver ne récompense pas encore Chunky, car il lui demande de déplacer sa maison dans un endroit plus ensoleillé, car il n'aime pas les précipitations constantes dans la région actuelle. Toujours sous sa transformation ChataignoChunky, Chunky doit ramasser la maison du ver et la placer sur une plaque de terre près de la tour de l'horloge à coucou. Le patch représente la maison du ver. Ce faisant, le ver remercie Chunky et le récompense avec une Banane Dorée.

### Le cachalot
Le chachalot (Sperm Whale en anglais) est un personnage sans nom, il apparait dans Donkey Kong Country Returns et il est mentionné dans Donkey Kong Country Tropical Freeze, il apparait dans le niveau Planches et Bariles où il distribue des bananes aux Kongs, puis il réapparait dans le niveau À Dos de Cachalot où il doit guider les Kong vers la fin du niveau.